# Pazzano
Pazzano (/paʦˈʦano/, Pazzanu in calabrese) è un comune italiano di 490 abitanti della città metropolitana di Reggio Calabria in Calabria.
È, per numero di abitanti, il paese più piccolo della vallata dello Stilaro. Nel periodo borbonico fu importante per essere il principale centro minerario di estrazione del ferro di tutto il Mezzogiorno.

## Geografia fisica

### Territorio
Si trova nella Vallata dello Stilaro tra il Monte Consolino e Monte Stella (il quale rientra nel territorio comunale) a un'altezza di 410 m s.l.m. L'escursione altimetrica è di 867 metri, con una minima di 222 m e una massima di 1 089 m. La zona è classificata ad alta sismicità.

### Clima
Dal punto di vista climatico ricade nella zona climatica D secondo la classificazione climatica, i gradi-giorno sono 1 511 e perciò il limite massimo consentito per l'accensione dei riscaldamenti è di 12 ore giornaliere dal 1º novembre al 15 aprile.
Di seguito vengono riportati i dati climatici delle medie mensili riferite agli ultimi 30 anni..
| PAZZANO                    | Mesi | Mesi | Mesi | Mesi | Mesi | Mesi | Mesi | Mesi | Mesi | Mesi | Mesi | Mesi | Stagioni | Stagioni | Stagioni | Stagioni | Anno  |
| PAZZANO                    | Gen  | Feb  | Mar  | Apr  | Mag  | Giu  | Lug  | Ago  | Set  | Ott  | Nov  | Dic  | Inv      | Pri      | Est      | Aut      | Anno  |
| -------------------------- | ---- | ---- | ---- | ---- | ---- | ---- | ---- | ---- | ---- | ---- | ---- | ---- | -------- | -------- | -------- | -------- | ----- |
| T. max. media (°C)         | 15,0 | 15,0 | 17,0 | 19,0 | 24,0 | 28,0 | 31,0 | 31,0 | 28,0 | 24,0 | 20,0 | 17,0 | 15,7     | 20,0     | 30,0     | 24,0     | 22,4  |
| T. min. media (°C)         | 8,0  | 8,0  | 9,0  | 11,0 | 15,0 | 18,0 | 22,0 | 22,0 | 19,0 | 16,0 | 12,0 | 10,0 | 8,7      | 11,7     | 20,7     | 15,7     | 14,2  |
| Precipitazioni (mm)        | 63,0 | 52,0 | 43,0 | 31,0 | 17,0 | 9,0  | 6,0  | 9,0  | 29,0 | 53,0 | 63,0 | 59,0 | 174,0    | 91,0     | 24,0     | 145,0    | 434,0 |
| Umidità relativa media (%) | 72   | 71   | 69   | 68   | 67   | 66   | 64   | 67   | 70   | 72   | 71   | 72   | 71,7     | 68       | 65,7     | 71       | 69,1  |

### Idrografia

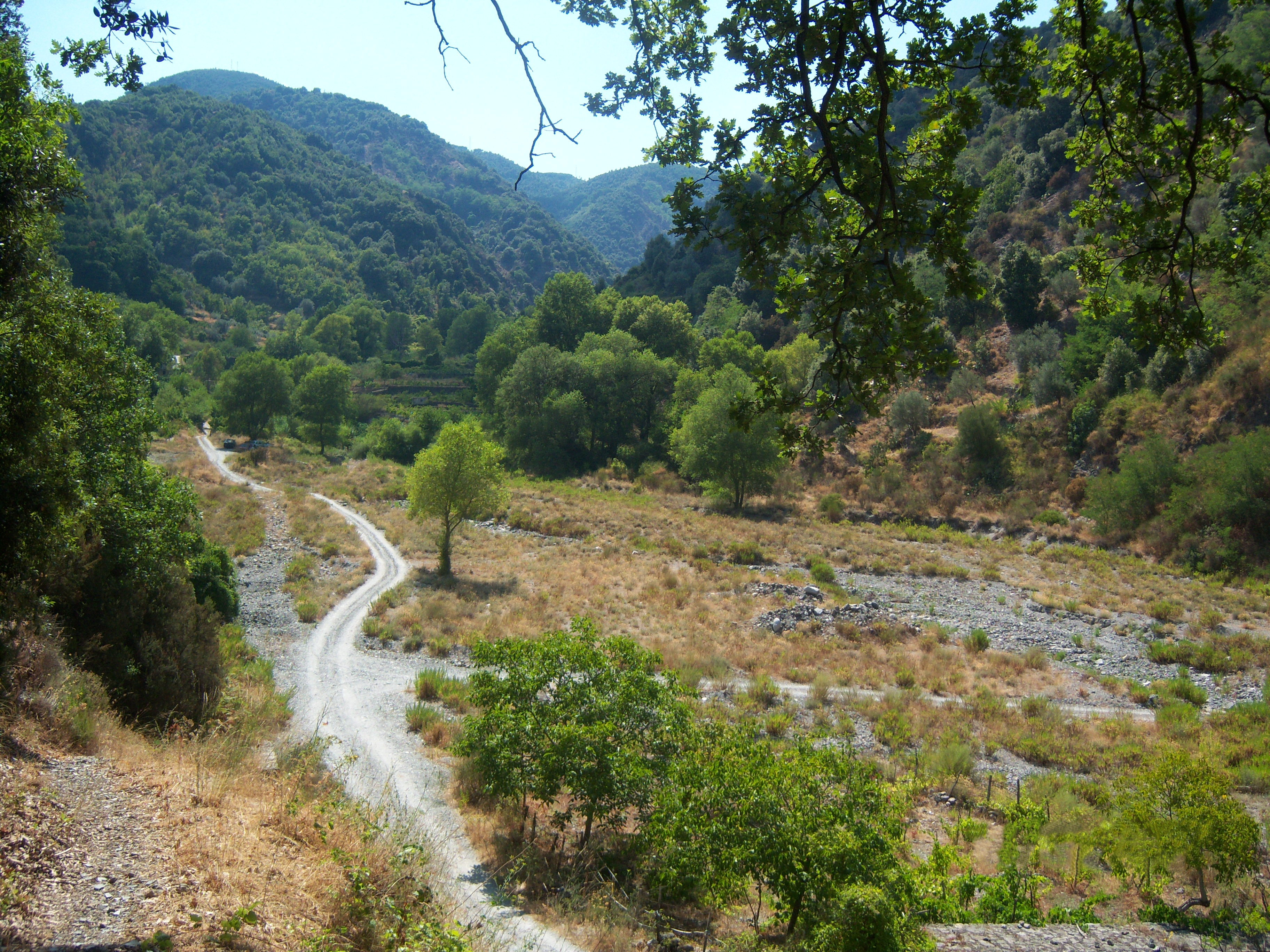
Letto prosciugato della fiumara Melodare

Nel territorio del comune di Pazzano nascono il torrente Stilaro, dal quale prende il nome tutta la vallata, e un suo affluente, il Melodare (in dialetto Mardari, in un documento del 1094 conosciuto come Merdate). Lungo il suo corso rimangono i resti dell'industria siderurgica calabrese, una serie di mulini: il Mulino do regnante, Gargano, Poteda1, Poteda 2, Mastru Cicciu e Midia. Sono tutti mulini di tipo greco.
Sono presenti delle sorgenti, denominate " Femmina Morta", "Fonte dello Schioppo" e Carcareda.

## Origini del nome
Il nome del paese in passato viene citato in diversi documenti, e si attestano in particolare il nome volgare "Pazzano" e quello latino di "Patianum".
Nel '700 viene menzionato in tre testi: nel terzo libro di Thesaurus antiquitatum et historiarum Italiae di Johann Georg Graeve, in "De antiquitate et Situ Calabriae" del 1704: "In hoc agro pagi sunt Patianum, ubi aurum & argentum & cyancus color nascitur sunt & ferrifodinae" (In questo terreno del villaggio di Pazzano, in cui sono nati il colore dell'oro e dell'argento)". Nel testo di Pantopologia Calabra del Frate Elia De Amato del 1725: "Patianum vulgò Pazzano". Nel 1796 nel Dizionario geografico - istorico - fisico del Regno di Napoli.
L'etimo della località è incerto e vi sono sei ipotesi:
1. La derivazione da un radicale "passus", cioè valico[12];
2. Di origine francese: plateau ossia ripiano in zona montuosa[12];
3. Dallo spagnolo "plata", per cui Pazzano starebbe a indicare una terra metallifera[12];
4. Derivazione di tipo prediale dal nome latino Patius e il suffisso -anus[13];
5. Secondo il latinista Giuseppe Pensabene il termine Pazzano corrisponderebbe al latino pactus (pactano, compatto) ossia avamposto difensivo[14];
6. La forma popolare Pezzano[15] potrebbe derivare dal nome gentilizio romano Pettius o Pitius alla stregua dei suoi omonimi: località Pazzano a Fratta Terme, di menzionati "Locus Pezzanu" in Provincia di Rieti in documenti dell'alto-medioevo[16] e della frazione di Pezzano a San Cipriano Picentino (Salerno)[17][18].

Per quanto riguarda i suoi abitanti, si fa riferimento in italiano come pazzanesi e nel dialetto del paese come: pazzaniti, mentre invece le persone non del posto li appellano nelle tre varianti: pezzanìsi, pezzanìti e pezzanòti e quindi adottando la radice pezz-.

## Storia

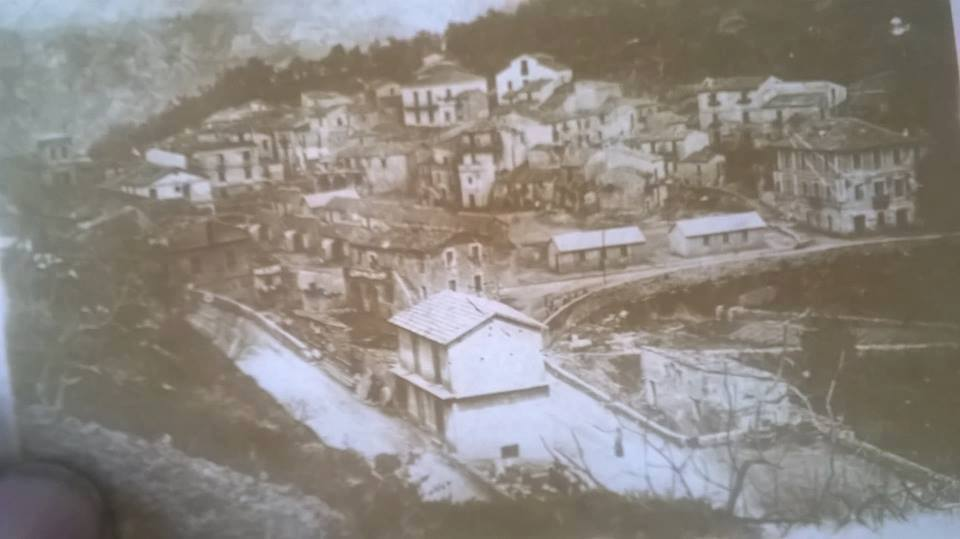
Pazzano, 1910

Ex Piazza Mussolini, oggi Piazza IV Novembre (1933)

Piazza IV novembre con il municipio

Pianta delle montagne delle miniere di ferro di Pazzano. 1833. (Sezione militare dell'Archivio di Stato - Napoli

Pazzano è situato tra il Monte Consolino e il Monte Mammicomito, due massicci calcarei che costituiscono un'eccezione nell'aspetto geologico calabrese e che gli studiosi fanno risalire all'età devoniana o più fondatamente all'epoca giurassica. A questa lontanissime origini e alle evoluzioni dei millenni successivi, si deve la presenza nella cavità dei monti di giacimenti di ferro, il cui sfruttamento risalirebbe all'età magno-greca.

### Età romana
Nel periodo romano fu istituita tra Pazzano e Stilo una colonia per i damnata ad metalla, ovvero i condannati ai lavori forzati nelle miniere. Nel 1952, in località Praca, furono rinvenute 15 monete: 7 elettri punici e 8 siracusane, risalenti al periodo tra il 310 a.C. e il 290 a.C.

### Pazzano villaggio normanno e casale minerario di Stilo
L'origine del paese è legata infatti all'estrazione dei minerali di ferro per lo più di limonite e pirite, attività che ha dato origine a un villaggio di minatori in età normanna (come attesta un documento del 1094). La materia prima fornita dalle miniere si ricollega al sorgere nella zona di alcuni rudimentali forni per la fusione del ferro. Da antichi documenti risulta che un tempo Pazzano (o meglio il casale di Pezzano, come veniva chiamato) faceva parte della Contea di Stilo insieme con Guardavalle, Stignano, Camini e Riace.
Da 1231, con la promulgazione della Costituzioni di Melfi entra a far parte amministrativamente del Giustizierato di Calabria Ulteriore.
Si sa inoltre che dal 1325 vi era un prete, che dipendeva dalla diocesi di Squillace.
In un documento del 1333 si legge che esisteva una ferriera di proprietà del convento di Serra San Bruno. Nel 1520 la ferriera risulta inattiva e le miniere di Pazzano quasi abbandonate e fornivano il poco materiale alle ferriere di Campoli, Trentatarì, Castel Vetere (oggi Caulonia), Spadola e Furno. Il 10 dicembre 1524 le miniere di Pazzano furono regalate da Carlo V come ricompensa per i servizi prestati a Cesare Fieramosca (fratello di Ettore, vincitore della disfida di Barletta). Nel 1527 le miniere divennero di demanio regio.
Sotto il governo spagnolo nel XVII secolo, all'affittatore delle ferriere di Stilo di allora, la Corona oltre ad aver affidata la direzione dei lavori, fu concesso anche l'amministrazione della giustizia con la carica di Regio Governatore del Casale di Pazzano togliendo la giurisdizione a Stilo. In un documento del 1674 viene rilevata la presenza di miniere attive a Pazzano in località "Colla di Bando", in quanto alcuni "grottari" che estrevano lì il minerale e che ricevevano ogni anno 300 ducati per la manutenzione delle miniere. Nel 1684 viene menzionato al governatore delle ferriere Tiberio Vigliarolo un altro intervento di manutenzione straordinaria nelle miniere del Monte Mammicomito per opera dei "grottari" del casale di Pazzano Domenico Pisani, Nicola Taverniti e Domenico Franco al costo di 300 ducati.
Nel 1724 il governo a Pazzano cominciò a far fabbricare i cannoni per l'esercito.
Nel 1731 il capitano Giuseppe Lamberti si aggiudica all'asta l'affitto delle Regie Ferriere di Stilo con una offerta di 5 050 ducati l'anno e dal 28 luglio di quell'anno divenne Governatore e Capitano di Guerra del casale di Pazzano
Nel 1768 la ferriera fu trasferita a Mongiana e a Ferdinandea, per la presenza di boschi e corsi d'acqua e, in età borbonica, di veri e propri impianti metallurgici. Nel 1783 vi fu un grave terremoto nella zona che abbassò drasticamente il numero della popolazione (per la precisione a 857 abitanti) con un danno del valore di 20 000 ducati, ma nessun morto.
Nel 1796, il Dizionario geografico-istorico-fisico del Regno di Napoli definisce Pazzano come casale regio di Stilo della provincia di Catanzaro di 1 015 abitanti e facente parte della diocesi di Squillace. Si annota la presenza di una parrocchia e della Chiesa del San Salvatore e della Chiesa del Carmine. L'economia era basata sulla frutticoltura (fichi d'India), vino, olio, gelsi per seta e allevamento.
Durante il Regno di Napoli e per tutta la durata del Regno delle Due Sicilie, con la legge n. 132 del 1806 varata l'8 agosto di quell'anno da Giuseppe Bonaparte Pazzano, in quanto casale di Stilo, amministrativamente fa parte del Distretto di Gerace e del Circondario di Stilo.

### Pazzano comune autonomo

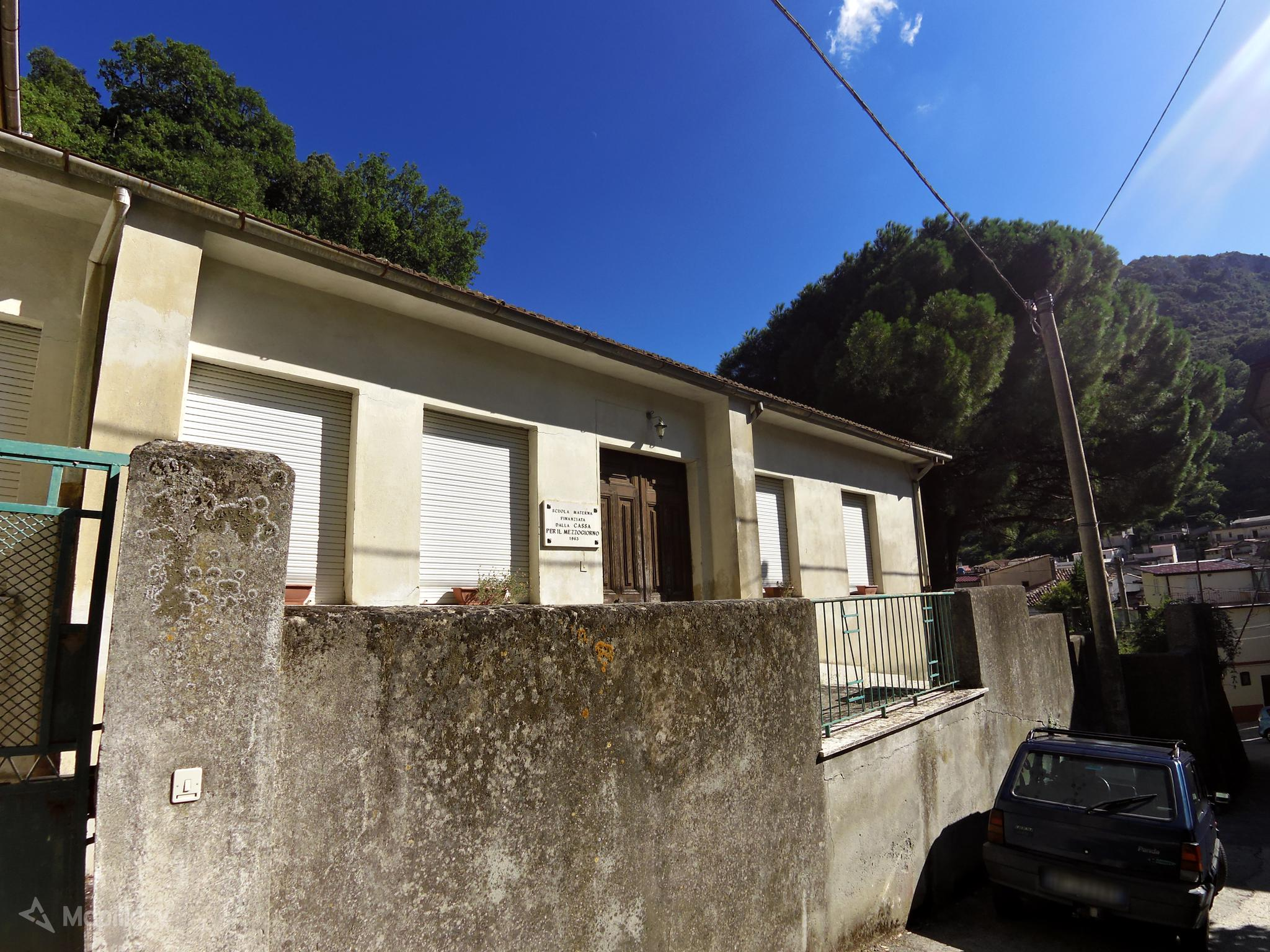
Scuola materna finanziata dalla Cassa del Mezzogiorno e inaugurata nel 1963

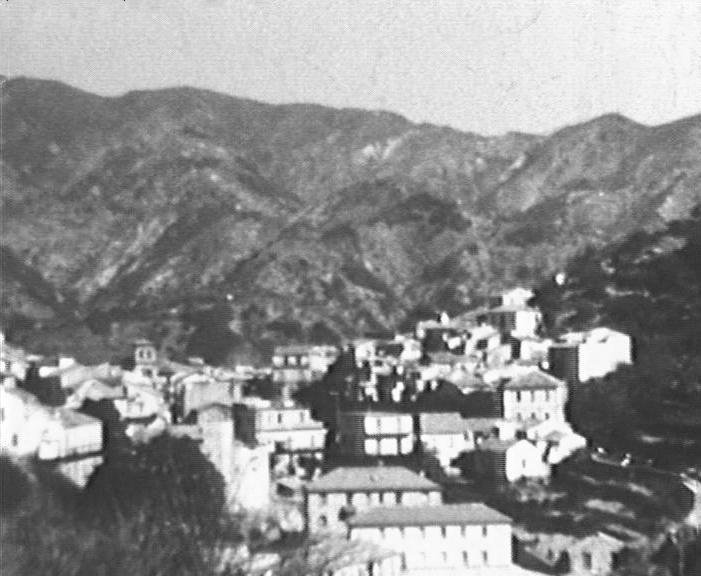
Vista del paese (1965)

Piazza IV Novembre negli anni '60 del Novecento

Pazzano nel 1811, durante il periodo francese divenne comune autonomo per opera del commissario Masci che suddivise la contea di Stilo. Il primo sindaco del paese fu Giuseppe Certomà. L'estrazione del materiale minerario continuò fino ai primi decenni della seconda metà dell'Ottocento all'interno del polo siderurgico di Mongiana, quando cadde la dinastia Borbonica e si insediò il nuovo governo d'Italia, il quale privilegiò le attività industriali del Nord, spingendo all'emigrazione anche degli abitanti di Pazzano. Ai tempi del Regno delle Due Sicilie Pazzano era uno dei più importanti centri minerari che rifornivano tutto il Mezzogiorno con 25 miniere.
Nell'agosto del 1860 con l'arrivo dei garibaldini in Calabria l'esercito borbonico aveva a disposizione tra Pazzano e Ferdinandea solo 35 artiglieri al comando del maggiore De Bono a capo anche dello stabilimento di Mongiana.
Dopo la resa dei borbonici comunque il 5 e 6 ottobre 1860 scoppiano dei moti da parte dei mulattieri di pazzano al grido di "Viva Francesco II".
Nel 1861 il direttore dello stabilimento di Mongiana che aveva anche giurisdizione militare su Pazzano chiese aiuto al governatore di Reggio per eradicare gli ultimi briganti che ancora impervesavano a Pazzano.
Col Decreto Rattazzi, dal 1860 al 1927 amministrativamente il paese rientra nel circondario di Gerace e nel mandamento X di Stilo. Successivamente con l'abolizione dei circondari farà solo parte della Provincia di Reggio Calabria (già esistente).
L'8 marzo del 1917 il comune dà in concessione le miniere per 50 anni al cavaliere Alessandro Casini, al quale subentrò il 28 aprile del 1921 la società genovese Miniera di Pazzano. Quest'ultima concesse in subappalto le miniere alla Montecatini per circa un anno, ma con lo scadere del contratto, la Montecatini abbandonò tutto. In seguito si tentò di riaprire le miniere, ma senza esito.
Dagli anni cinquanta in poi anche Pazzano ha subito il fenomeno dell'emigrazione verso il Nord Italia per mancanza di lavoro, ma anche verso la Germania, la Francia, l'Australia e gli Stati Uniti. Nel 1985 è stato soggetto del film documentario di Daniele Segre Andata e ritorno. e nel 2023 nel docu-film Ombre a mezzogiorno dell'esordiente regista Enrico Carnuccio, presentato il 16 marzo al Bergamo Film Meeting
A Sydney, in Australia, la comunità di emigrati pazzanesi si è stabilità per lo più nel sobborgo di Brookvale, soprannominato anche pazzaniedu, piccolo pazzano, e a Narraweena dove si svolge anche la festa del Santo Salvatore australiana.
Una piccola comunità di emigrati c'è anche ad Aliquippa in Pennsylvania, negli Stati Uniti d'America.

### Oggi

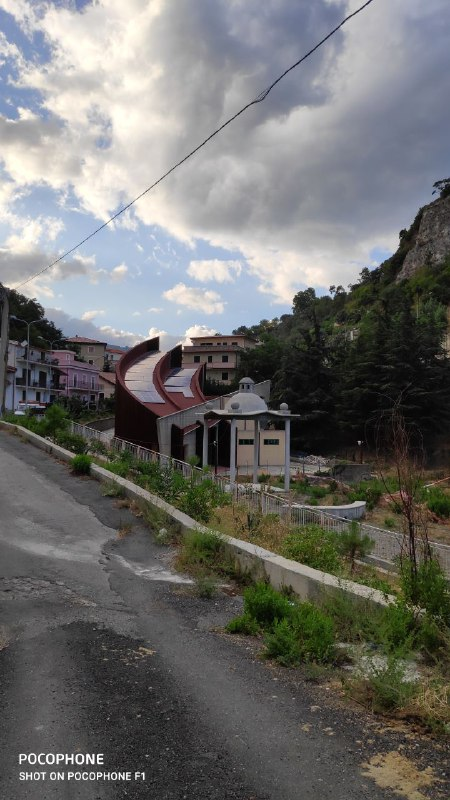
Museo della Cultura mineraria e Nuova Cappella del San Salvatore (agosto 2020)

Negli ultimi anni si cerca di recuperare il valore artistico e culturale di Pazzano che la sua storia ha lasciato, dall'eremo di Monte Stella che viene visitato da migliaia di pellegrini alle ormai vecchie miniere. Con l'Ecomuseo delle ferriere e fonderie di Calabria si sta realizzando un "museo della Cultura mineraria" in costruzione dal 2008, interrotto nel 2009 per mancanza di fondo e ripreso dal 2016. A giugno del 2008 si sono iniziati i lavori per creare il museo e ancora oggi non è concluso per mancanza di fondi. Nel 2008 è uscito il film documentario ThyssenKrupp Blues, presentato al Festival del Cinema di Venezia, incentrato sulla vita del pazzanese Carlo Marrapodi.
Negli anni 2010 fu proposta la possibilità di impiantare su una località di Monte Mammicomito (chjana dei lacchi) delle pale eoliche da ditte private per fornire la zona di elettricità con energie rinnovabili, ma l'iniziativa non è andata in porto. A fine 2011 il comune ha installato i suoi primi pannelli fotovoltaici. Nel gennaio 2016 viene inaugurata la prima palestra comunale salvo ormai attendere una nuova funzione. A marzo 2017 si eseguono i lavori per la demolizione della Cappella del San Salvatore e partono i primi scavi per il recupero del presunto tempietto bizantino ivi posto ma i cui lavori son stati bloccati. Ad aprile 2017 partono i lavori per la nuova Cappella del San Salvatore, pochi decine di metri più in là della passata ubicazione che è stata demolita per gli scavi archeologici. La nuova struttura viene usata per la prima volta nella festa del Santo Salvatore del 2018. Nel 2020 il paese viene inserito nel Cammino Basiliano. Nel 2023 il Parco delle Serre, il Parco marino regionale, il Gal Terre Vibonesi, il Gal Serre Calabresi e il Gal Terre Locridee presentano il "Cammino del Normanno", percorso di trekking che passa anche dal comune di Pazzano e viene realizzata la prima palestra all'aperto.

## Monumenti e luoghi d'interesse

### Architetture religiose

#### Chiesa di Santa Maria Assunta in Cielo

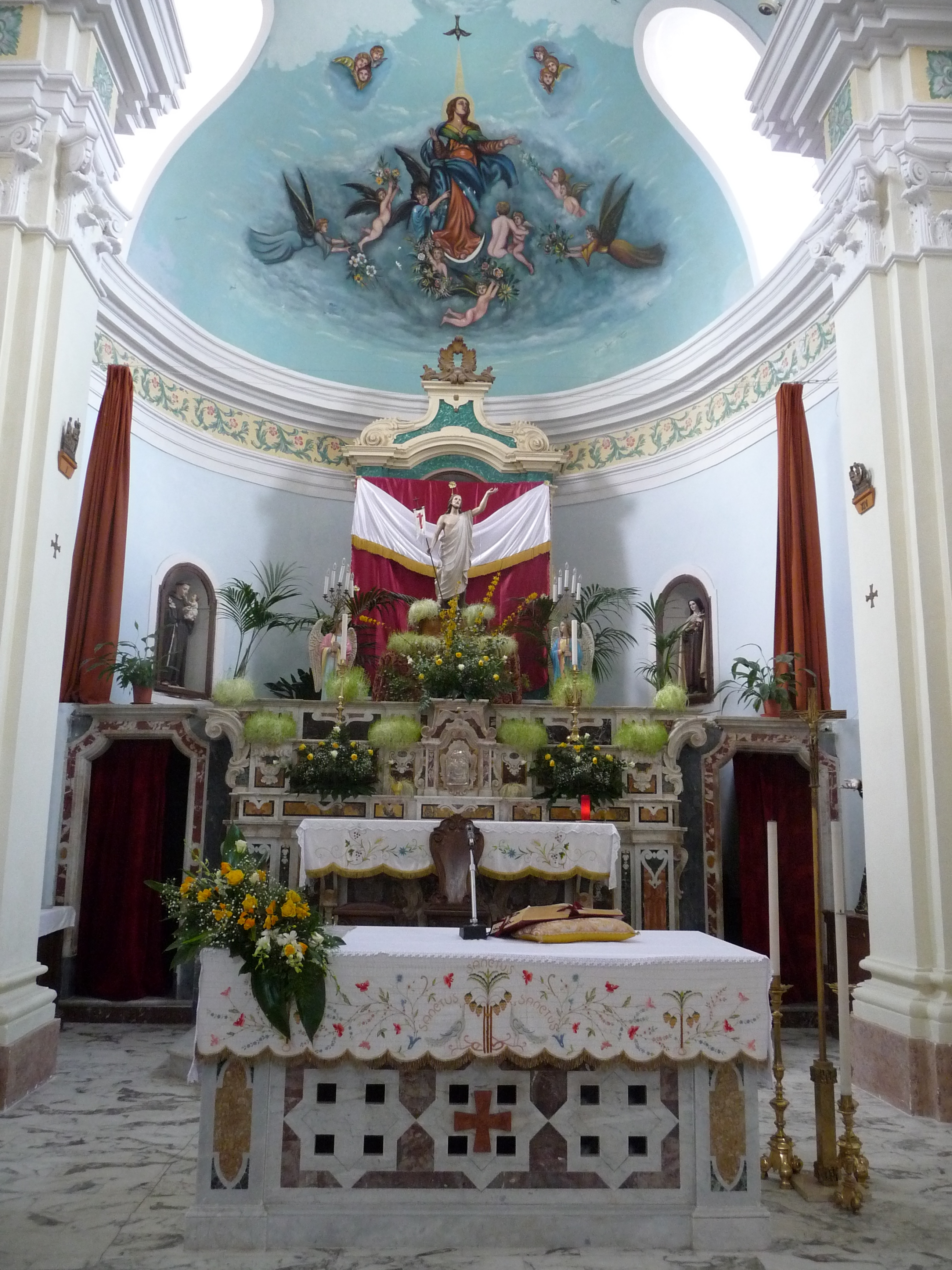
Chiesa di santa Maria Assunta

Vi si trovano pregevoli statue lignee nonché una tela del XIX secolo del Frangipane e quattro tele di inizio XX secolo raffiguranti gli Evangelisti.

#### Santuario di Monte Stella
Nel 1562 viene posta la statua della Madonna della Stella in sostituzione dell'icona della Madonna di culto ortodosso. Sin dall'inizio alla statua furono attribuiti poteri taumaturgici. Nel 1643 diventa grancia dell'ordine di San Basilio. Nel 1743 cappelania manuale. Nella suggestiva grotta è collocata la Madonna della Stella, statua di marmo bianco del 1562 di probabile fattura gaginesca. Vi si accede scendendo una lunga scalinata (62 scalini) scavata nella pietra. Nel santuario si trova anche l'immagine dell'Immacolata Concezione e un affresco di arte bizantina (un po' rovinato) raffigurante Santa Maria Egiziaca che riceve la comunione dal monaco Zosimo. L'affresco si ritiene sia del X-XI secolo per le ciocche disordinate della sua capigliatura. Il raffigurare una santa anziché un santo, fa pensare che vi sia stato per un certo periodo un eremitismo femminile. All'interno della grotta vi sono rappresentazioni della Trinità, di Cristo, dell'Arcangelo Michele e la pietà.

#### Chiesa dell'Annunziata
La chiesa dell'Annunziata era la chiesa che si trovata in località "Annunziata" e di cui erano rimasti solo i ruderi agli inizi del 2000. A seguito di lavori per la realizzazione di una scala in cemento che congiunge località Crescenzo con la Via Annunziata non son più visibili neanche i resti. La prima menzione della chiesa è in un atto del 1790 e già nel 1810 in un documento viene segnalata la necessità di urgente manutenzione come poi viene ribadito nel 1847 in quanto "diruta" a causa di un terremoto. Il dipinto dell'annunciazione del XVI secolo ora presente nella chiesa di Santa Maria Assunta in cielo proveniva da questa chiesa.

#### Chiesa dei minatori

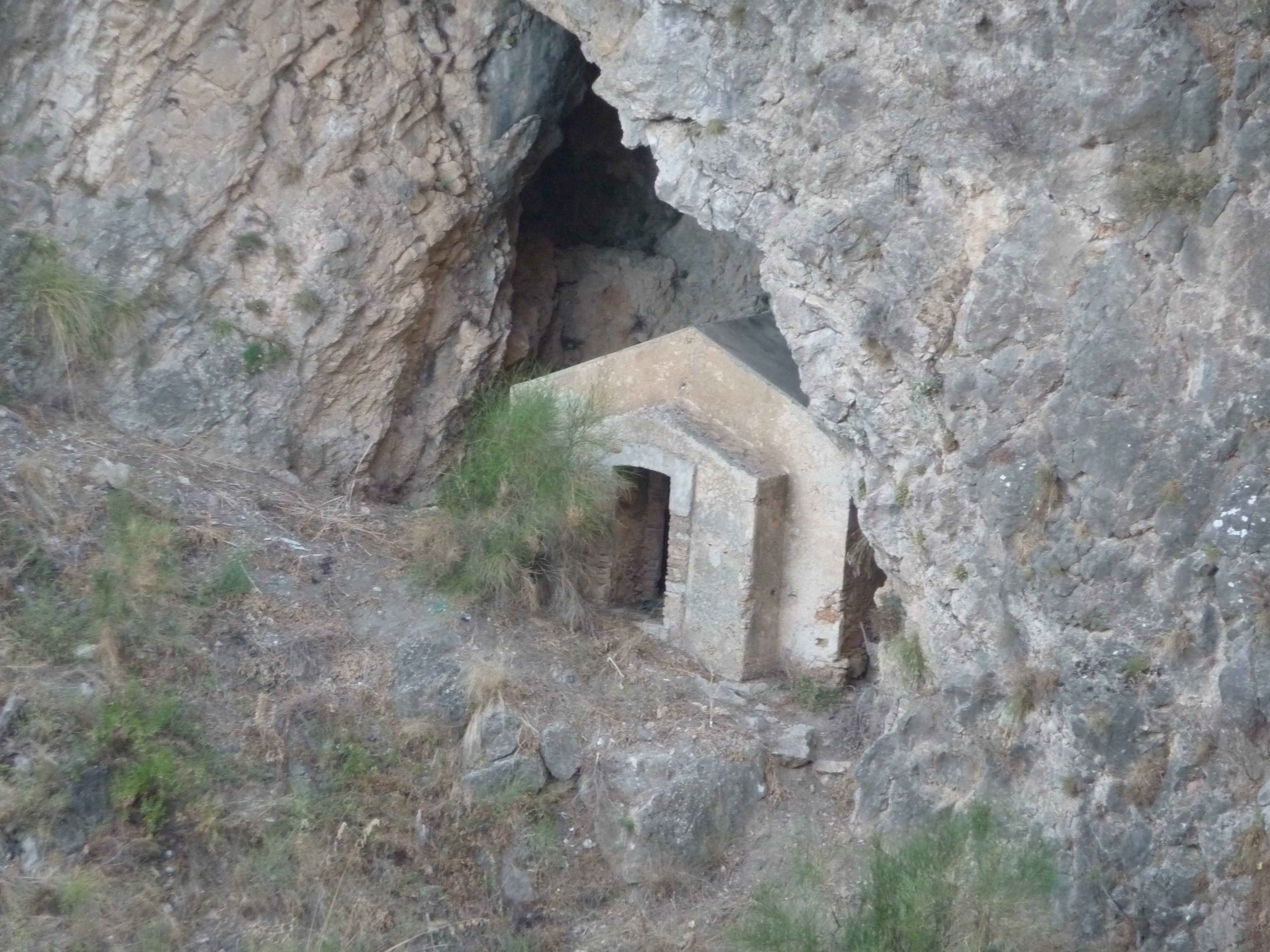
Chiesa dei minatori (2008)

La Chiesa dei minatori o "Santa Barbara" è un piccolo edificio di 4,50 x 4,60 m realizzato all'interno di una grotta sotto il monte Stella a un'altezza di 410 metri, lungo quella che era l'antica via delle miniere e raggiungibile in maniera estremamente difficoltosa attraverso uno strettissimo sentiero tenuto in pessime condizioni. All'inizio del '900 fu convertita in polveriera per il deposito di esplosivi, necessario ai lavori minerari, da cui deriva il nome "Santa Barbara" protettrice di chi lavora col fuoco e con esplosivi. Il ricercatore Elia Fiorenza nel 2022 ipotizza possa essere l'antica chiesa di Santa Maria dello Stretto menzionata nel Syllabus graecarum membranarum del 1115.

#### Cappelle

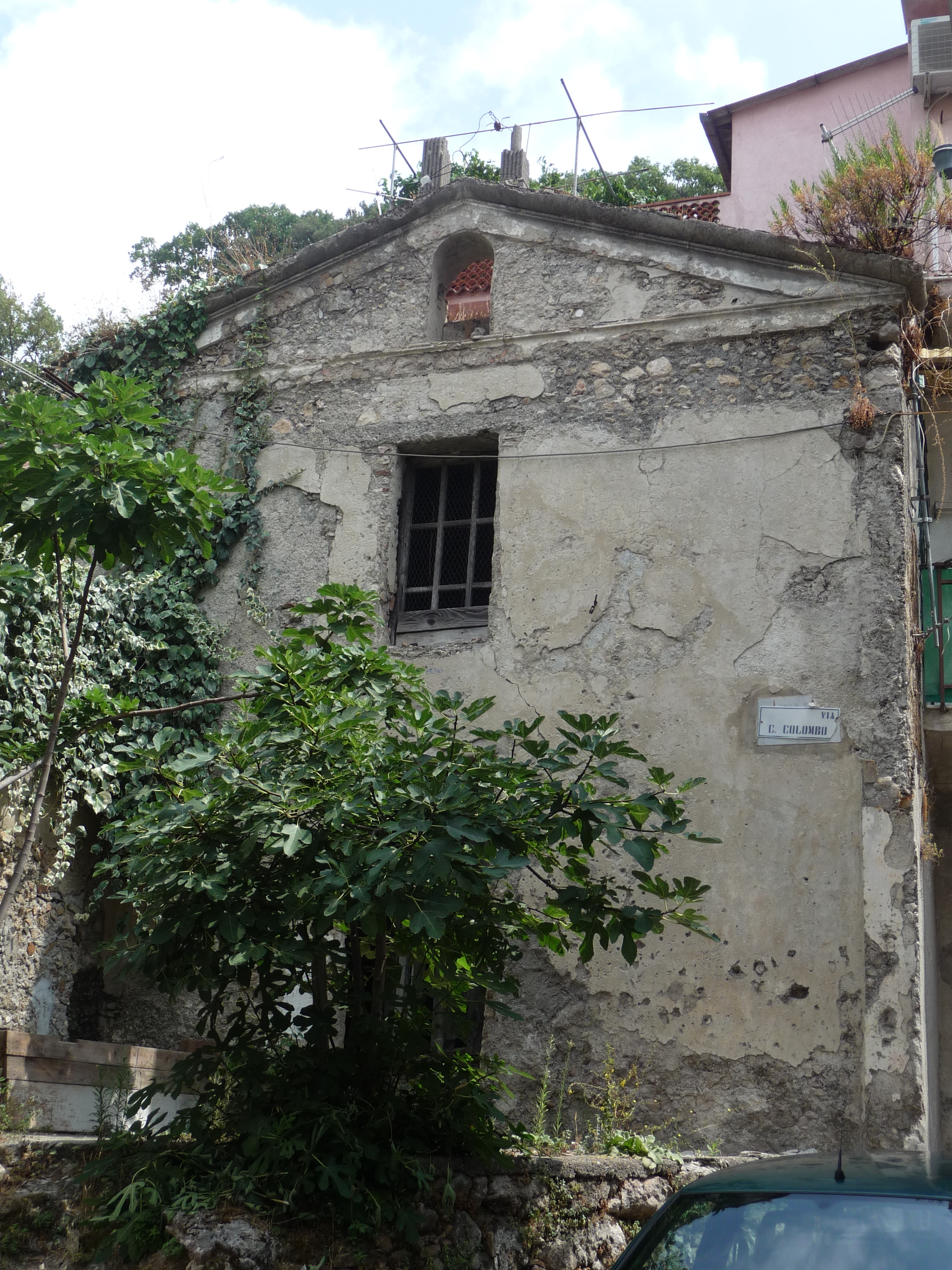
Cappella del Santissimo Salvatore in località Chiesa vecchia

Mario Squillace ricorda l'esistenza di dieci cappelle a Pazzano, di cui è rimasta solo quella del Santissimo Salvatore in località "Chiesa Vecchia".
Le altre:
- Cappella del Santissimo Sacramento
- Cappella del Santissimo Rosario
- Cappella del Carmine (effettuati degli scavi archeologici)
- Cappella del Purgatorio
- Cappella di Sant'Antonio
- Cappella di San Nicola
- Cappella di Santa Maria della Stella
- Cappella del Nome di Gesù
- Cappella di San Pietro e dell'Immacolata Concezione.

#### Cappella del Santissimo Salvatore
La cappella privata del Santissimo Salvatore sita in via Chiesa Vecchia sul lato del paese edificato sul Monte Consolino, è menzionata in un atto del 1797. L'edificio misura internamente 5x 4,96 metri, con una forma praticamente cubica. Il tetto è in cemento armato e probabilmente creato negli anni '60 del XX secolo a causa del cedimento del precedente tetto e l'edificio era stato adibito alla confessione cristiano-evangelica. L'area interna è in pessimo stato di conservazione. Al centro vi è un piccolo altare centrale, c'è una nicchia di 191x95 cm e 64 cm di profondità. Sulla parete destra vi è affissa una lapide marmorea dedicata all'edificazione della cappella stessa recante il seguente testo in latino:
Ad perpetuam Rei Memoriam
Sacellum Intitulatu SS.mi Salvatoris fuit Sacerdote
D. Salvatore Coniglio nativo huius Casalis Pezani fundatum
Sua masculina de familia Coniglio Descendente ab Antonio
Coniglio suo Nepote et deinde pro familia feminili descendente
Ex quatuor feminis suis Neptibus cum Onere Missarum Inperpetuu
Sicut videri potest diffusius in testamento condito Neapoli
Per manus Noy Franc.ci Antony De Civutys de Neapoli Anno
Millesimo Septingentesimo Sexto die XXI Mensis Aprilis.»
(Lingua latina)

#### Cappella del Carmine

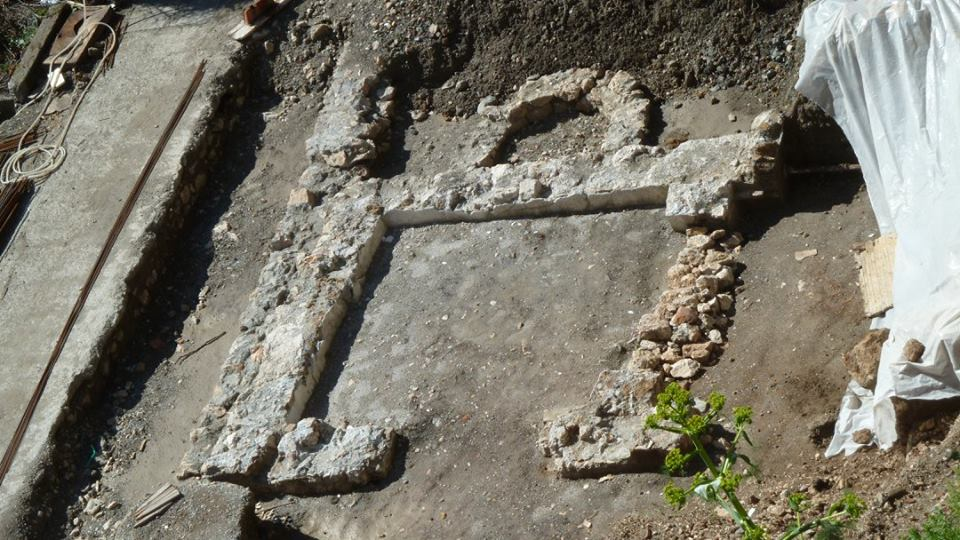
Scavi archeologici della Cappella del Carmine - Aprile 2017 (Tullio Carnuccio)

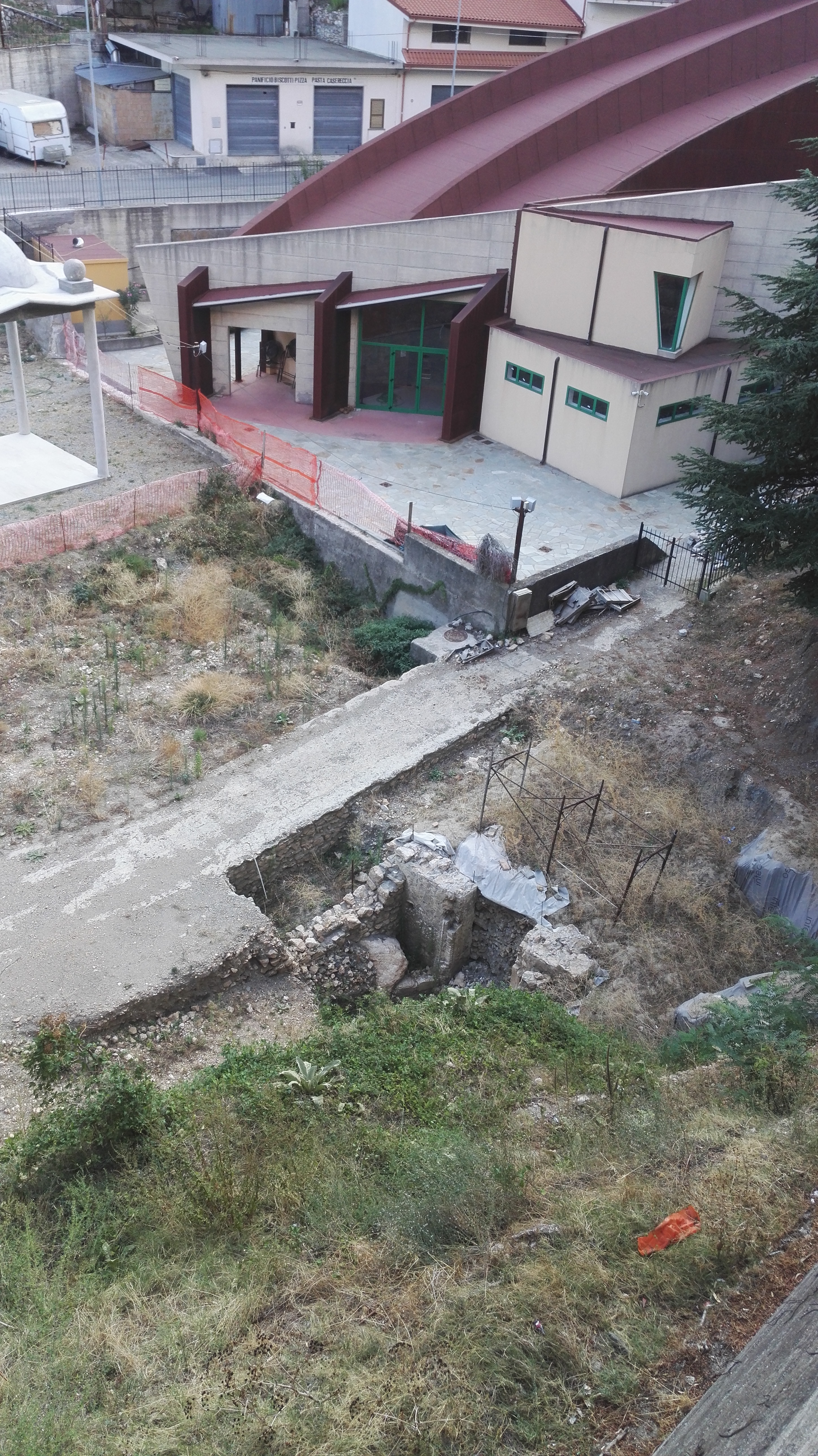
Stato lavori presunta chiesetta bizantina a Pazzano rivelatasi la Cappella del Carmine (agosto 2018)

Di recente è stato rilevato, durante un lavoro di riqualificazione ambientale, che sotto al suolo della Cappella dei minatori è situata un'altra chiesa di origine bizantina ancora più antica della famosa Cattolica di Stilo. Il nome secondo un atto del 1115 sarebbe Agios Salbavr ovvero Chiesa del Divino Salvatore, viene anche citato nel Syllabus. Nel 1325 sarebbe stata aperta al culto, nel libro Rationes Decimarum Italie nei sec. XIII-XIV (nelle Collettorie dell'Archivio segreto vaticano) si cita che il parroco Leo di Panzano (clericorum Stili) pagasse 2 tarì di decima alla Diocesi di Calabria.
Nel 1995 operai forestali dell'Azienda Forestale della Regione (AFOR) durante i lavori di riqualificazione ambientale, scoprirono nei pressi della località "Mulineda", a pochi metri dalla Cappella del Santissimo Salvatore una cupola centrale, accidentalmente spaccata da una vanga meccanica. All'istante fu informata la Soprintendenza archeologica della Calabria che sospese i lavori giacché, da una prima analisi, tale edificio era riconducibile al periodo bizantino.
Nel 2006, da un'analisi georadiologica e termografica fino a 8 metri di profondità si deduce sia di forma tricora, larga 6 m x 2,5 m.
Si è studiata una possibilità di scavo e recupero, ma la situazione risultò complessa poiché la chiesa si trova sotto un luogo di culto (l'attuale cappella del San Salvatore) e vicino alla strada Via Nazionale che collega Stilo con Pazzano, che rende difficile l'operazione. A marzo del 2017 sono cominciati i lavori di recupero della cella tricora, l'attuale cappella del San Salvatore è già stata demolita e sono cominciati i primi scavi. Nel 2022 viene pubblicato un articolo sugli scavi parziali effettuati che testimonia sia la Cappella del Carmine citata nel 1796.

#### Cappella di San Rocco

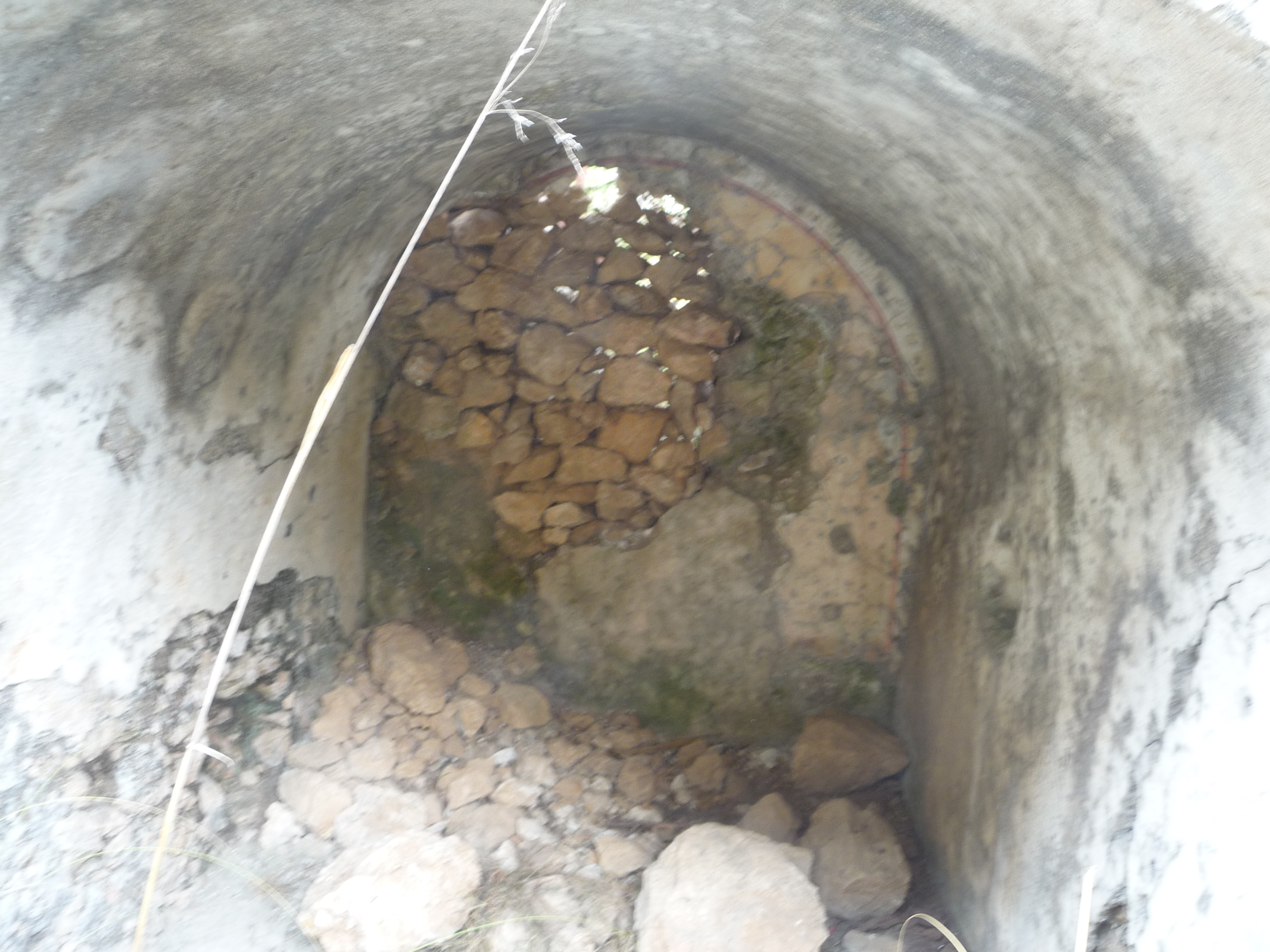
Resti della Cappella di San Rocco (2009)

Antica cappella in Località San Rocco, forse di origine bizantina, dal 1600 dedicata al culto di San Rocco, ora in grave stato di abbandono, con crepe a rischio crollo. Nel 2007 è caduto su di essa un traliccio. All'interno è presente quel che resta di un affresco del 1692.

#### Cappella del Salvatore

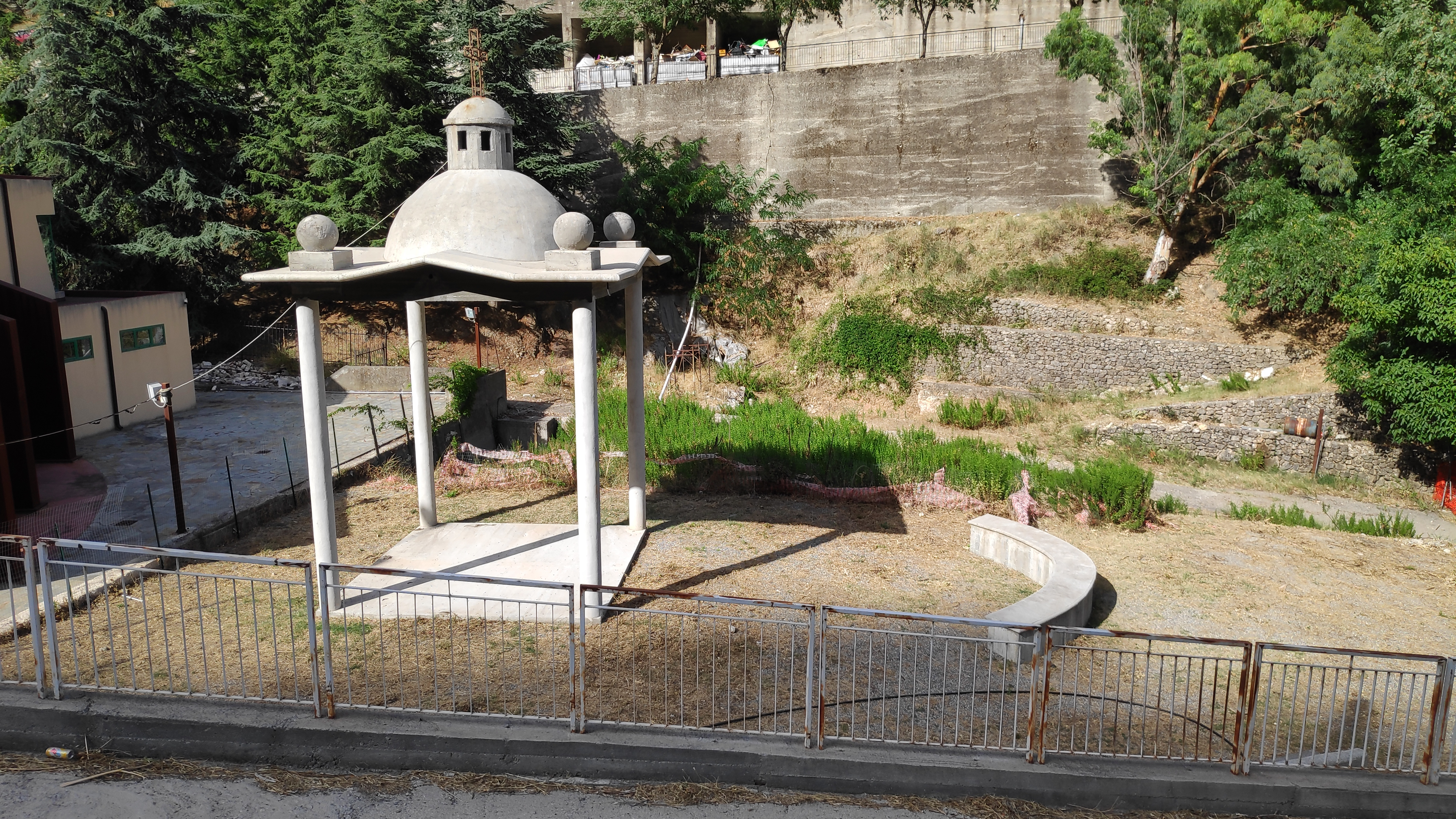
Cappella del Santo Salvatore (Foto del 2021)

La Cappella del Salvatore è la nuova cappella edifica nel 2018 in sostituzione della vecchia cappella in cemento armato oggi demolita e costruita nel secondo dopoguerra. Viene usata esclusivamente ad agosto di ogni anno durante la festa del Santissimo Salvatore per riporre la notte la statua del Santo Salvatore normalmente ubicata nella chiesa di Santa Maria Assunta in Cielo. A oggi è composta da solamente quattro colonne e una cupola. La pavimentazione è in cemento e antistante vi sono delle sedute anch'esse realizzate in cemento.

#### Grotta della Madonna della Carcareda

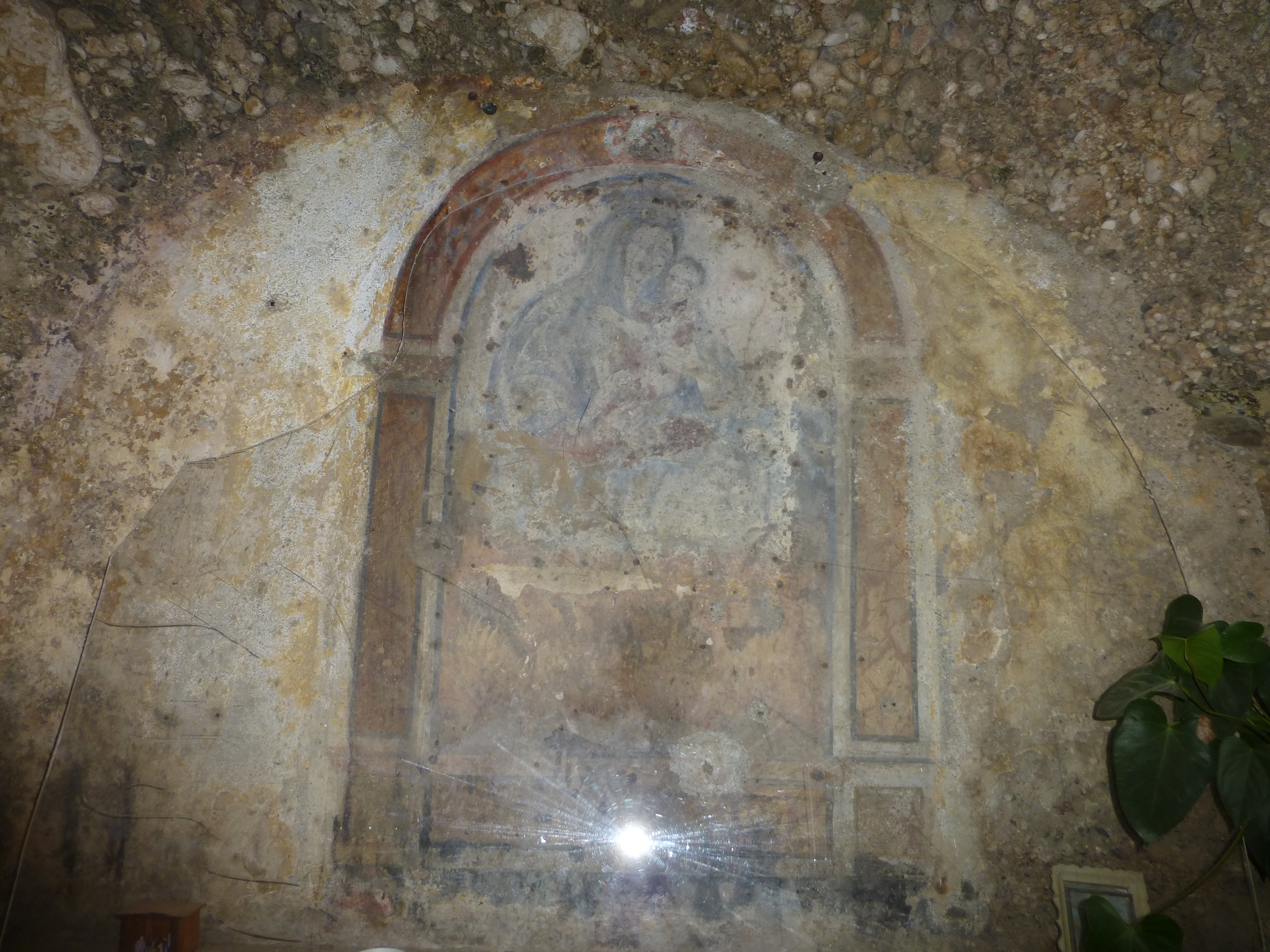
Beata Vergine Maria del Monte Carmelo (località Carcareda)

In località "Carcareda" (chiamata così per la presenza in passato di una piccola cava di calcare) è presente, lungo la strada provinciale 98 una grotta scavata in un banco di arenaria con all'interno un affresco della Madonna del Carmelo con in braccio Gesù Bambino denominata comunemente "A Madonna da Carcareda". Attualmente lo stato di conservazione dell'affresco risulta danneggiato con cadute dell'intonaco e del colore. Nel 2016 è stato rimosso un pannello di truciolato su cui era dipinta una Madonna e sostituito con un plexiglas trasparente a protezione dell'affresco.. Recentemente è stato rimosso un pannello di truciolato recante dipinta una madonna, sostituito poi da un pezzo di plexiglas trasparente.

#### Edicola votiva di Mandarano
L'edicola votiva di località "Mandarano" ("Mandaranu" in dialetto pazzanese) è un'edicola databile probabilmente al XVI secolo e restaurata negli anni '90 del XX secolo. Vi era un'antica decorazione pittorica di cui non c'è più traccia. Ora al suo posto c'è un dipinto dell'artista locale Giuseppe Tassone rappresentante la crocifissione di Gesù Cristo. L'edicola posta sopra una pietra spiovente lungo l'antica strada di campagna che portava dal centro abitato verso località Garciale ("Farciali" in dialetto pazzanese) e biforcava verso l'eremo di Santa Maria della Stella (nonostante un recente ripristino nel 2006 questo sentiero ridenominato "basiliano" è nuovamente impraticabile). Da quando negli anni '70 è stata costruita la nuova strada provinciale 89 in asfalto che collega con Stignano è diventato solo un piccolo sentiero intraneo a località "Farciali" e Mandarano.

### Architetture civili

#### Fontana Vecchia, Fontana dei minatori

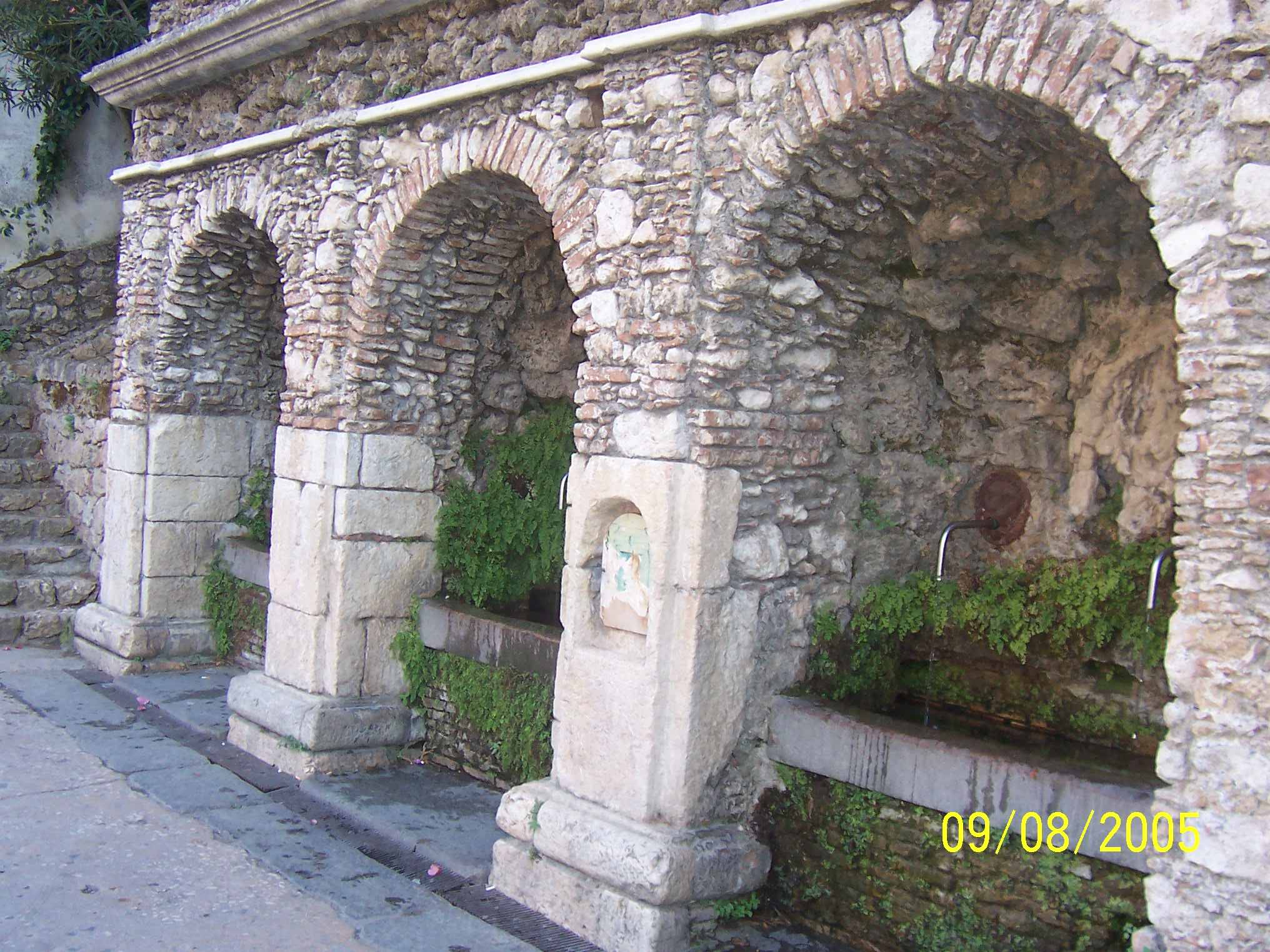
Fontana dei minatori

Nata nel XVIII secolo come fontana per dissetare i minatori che tornavano dal lavoro, utilizzata dai contadini per dissetarsi, di ritorno dal pesante lavoro nelle contrade di campagna di Pazzano, ora con le sue sei bocche è diventato il simbolo di Pazzano.

#### Resti della ferriere di Pazzano

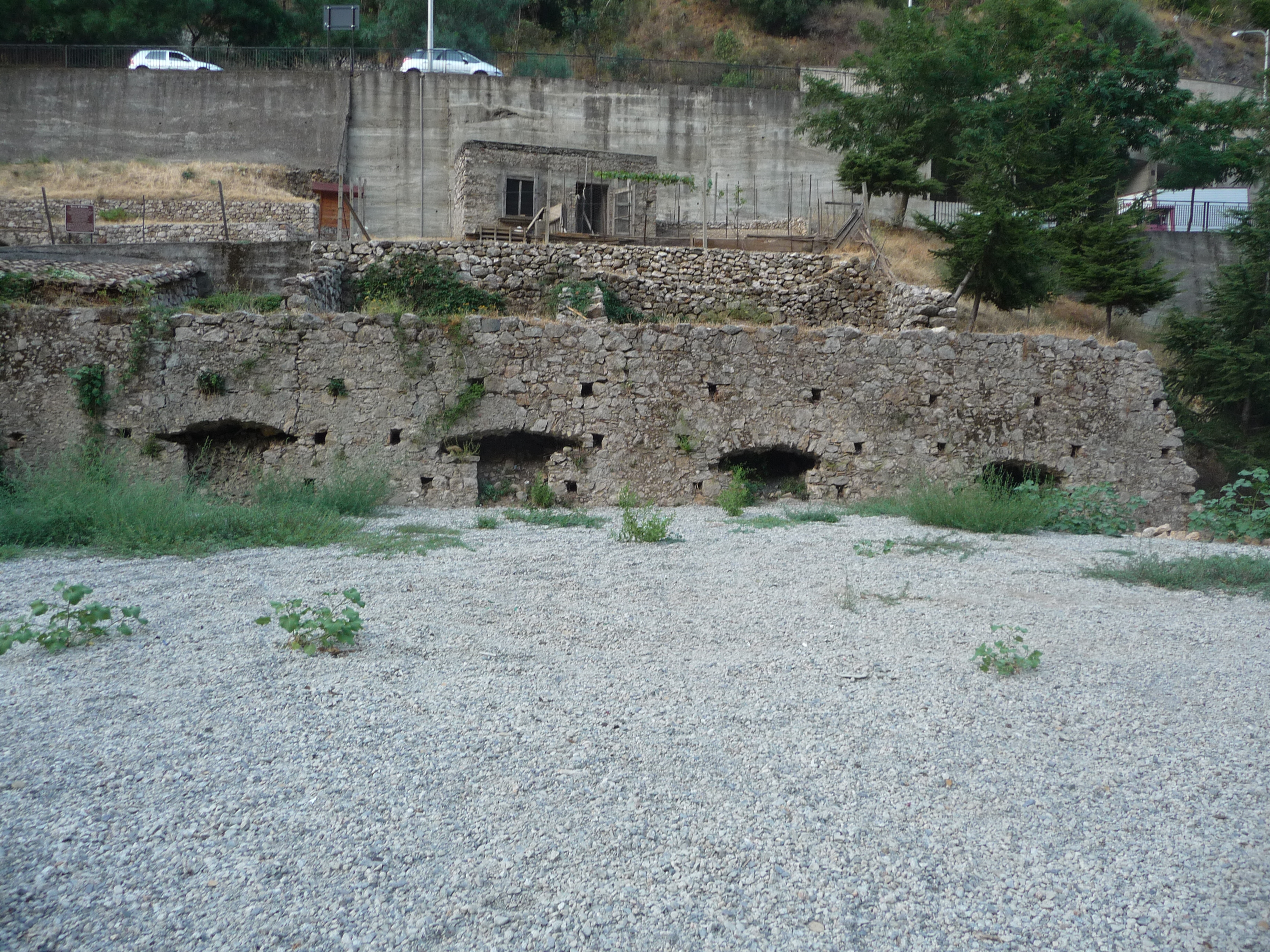
Bocche di miniera (agosto 2009)

A Pazzano vi erano 25 miniere per l'estrazione del ferro, oramai chiuse, alcune delle quali preservate dal Comune in collaborazione con l'Ecomuseo delle ferriere e fonderie di Calabria per il loro valore nell'archeologia industriale calabrese.

#### Mulino idraulico "Vrisa"

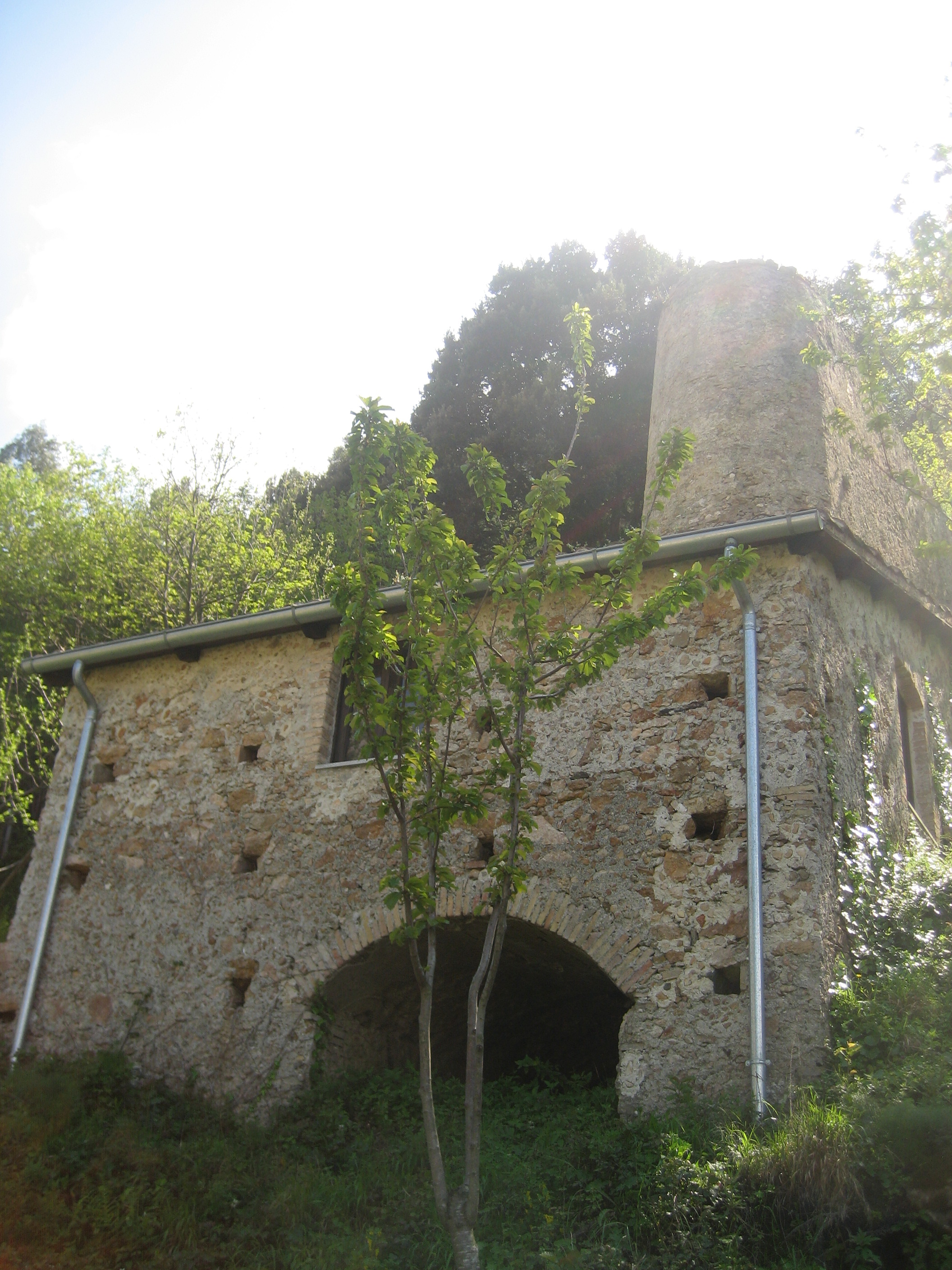
Mulino Vrisa

Mulino del XVIII secolo, sito in località "Vrisi", raggiungibile dal sentiero naturalistico e turistico di Monte Stella che parte nei pressi della Fontana Vecchia.

#### Museo della cultura mineraria

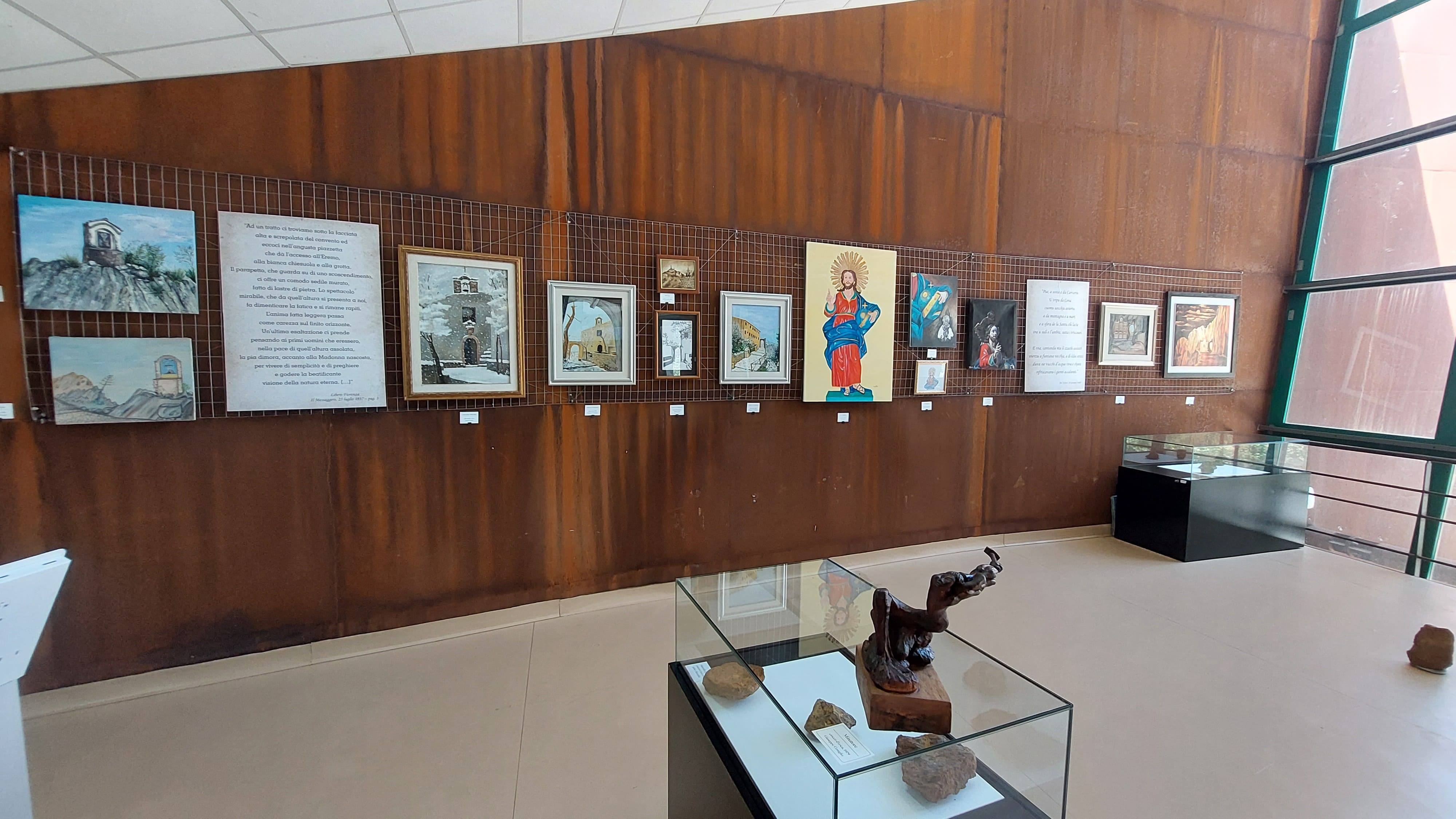
"Pazzano si Mostra", "La vita lenta" - seconda sezione dedicata a Pazzano. Agosto 2024

Il Museo della cultura mineraria di Pazzano, sito in via delle miniere, voluto dall'amministrazione Fiorenza fu inaugurato nel 2018. Da progetto è rivestito con un materiale color ruggine a ricordare il passato delle miniere di ferro del paese. Nel 2020 vengono installati i pannelli fotovoltaici. Al giorno d'oggi non custodisce nessun manufatto minerario ma ha ospitato 3 mostre temporanee: nel 2019 una mostra fotografica dal titolo "Volti, scorci e paesaggi della Vallata dello Stilaro", nel 2023 la prima edizione della "Pazzano si Mostra" con opere pittoriche e scultoree di artisti pazzanesi, e nel 2024 la seconda edizione della "Pazzano si Mostra", dal tema "La vita lenta", con opere di artisti locali e non.

## Società

### Evoluzione demografica
Abitanti censiti

Gli abitanti sono 720, distribuiti in 362 nuclei familiari con mediamente 2,21 componenti per famiglia. Dal 1991 al 2001 c'è stato un calo demografico del 16,25%.

### Lingue e dialetti
Il dialetto pazzanese ("pazzanitu" in dialetto) è una variante del dialetto calabrese meridionale. È caratterizzato dalla dittongazione di u e o come gli altri paesi della Vallata dello Stilaro e delle vicine Serre calabresi della Piana di Serra San Bruno. A differenza degli altri paesi della Locride il tempo presente dell'infinito termina in -a anziché in -i. Negli ultimi sessant'anni ha subito una profonda evoluzione, assimilando sempre più nuove parole dall'italiano e perdendo quelle più arcaiche.
Viene parlato sia nell'ambiente familiare sia al di fuori, e viene spesso preferito all'uso dell'italiano che, quando parlato, subisce il forte accento dialettale. Il dialetto pazzanese è stato usato nella seconda metà del '900 in forma scritta dal poeta pazzanito Giuseppe Coniglio nelle sue innumerevoli poesie pubblicate in tre raccolte e nelle sue commedie teatrali.
Nel 2020 viene pubblicato per Laruffa editore il Vocabolario etimologico fraseologico descrittivo del dialetto di Pazzano di Tarcisio Taverniti.

### Tradizioni e folclore

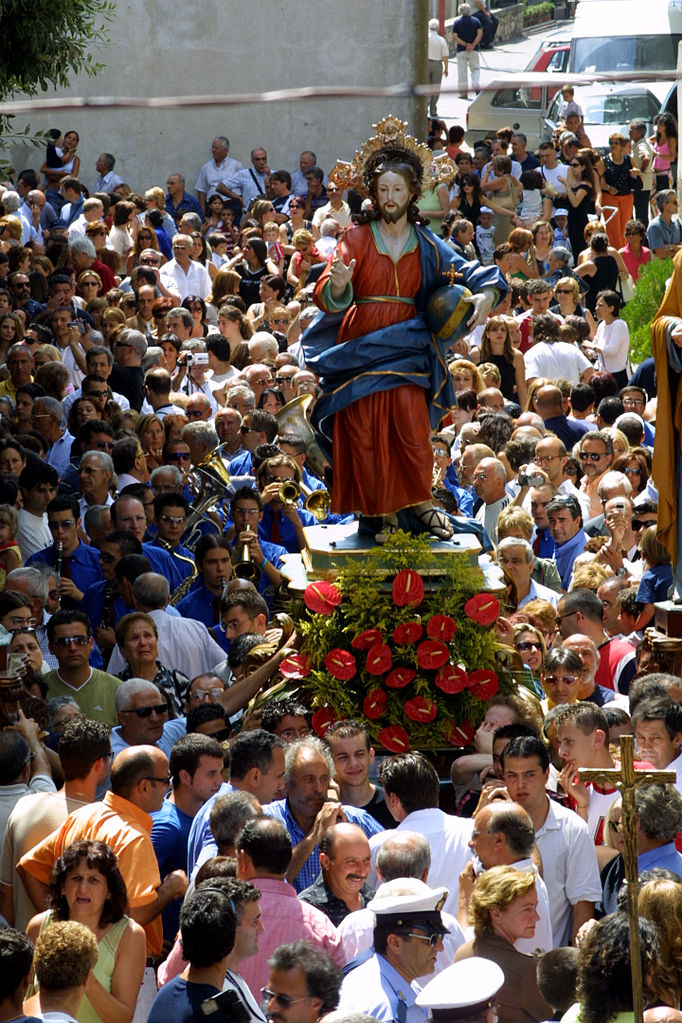
Festa del Santissimo Salvatore a Pazzano

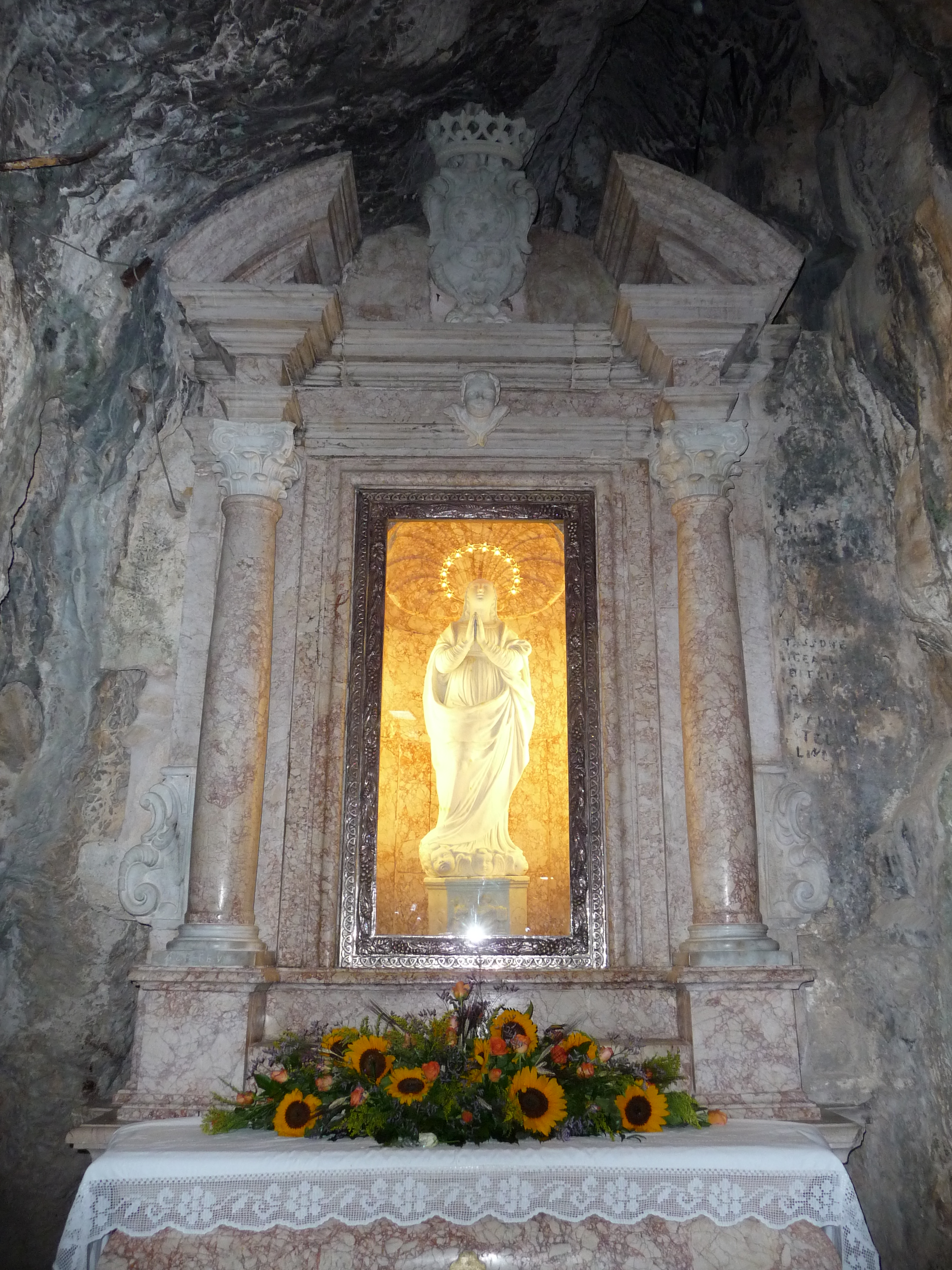
Madonna della Stella

- 19 marzo - Festa patronale e processione della statua del patrono San Giuseppe
- Prima domenica dopo il 5 agosto - Festa del Santissimo Salvatore

La festa del SS. Salvatore è la più importante delle feste di Pazzano, che attira il maggior numero di persone. Dura tre giorni con una processione della statua del santo per il paese, la veglia notturna e la tradizionale "Cumprunti".
- 14-15 agosto - Pellegrinaggio alla grotta santuario della Madonna della stella.
- Prima domenica di settembre - Festa di San Rocco

## Cultura
- Biblioteca Comunale Ada Saffo Sapere (1983 - oggi)[51]
- Centro di aggregazione socio-culturale Giuseppe Coniglio (agosto 2007 - ?)
- Associazione Musicale Complesso bandistico città di Pazzano[52] (novembre 2008[52] - Oggi)

### Cucina

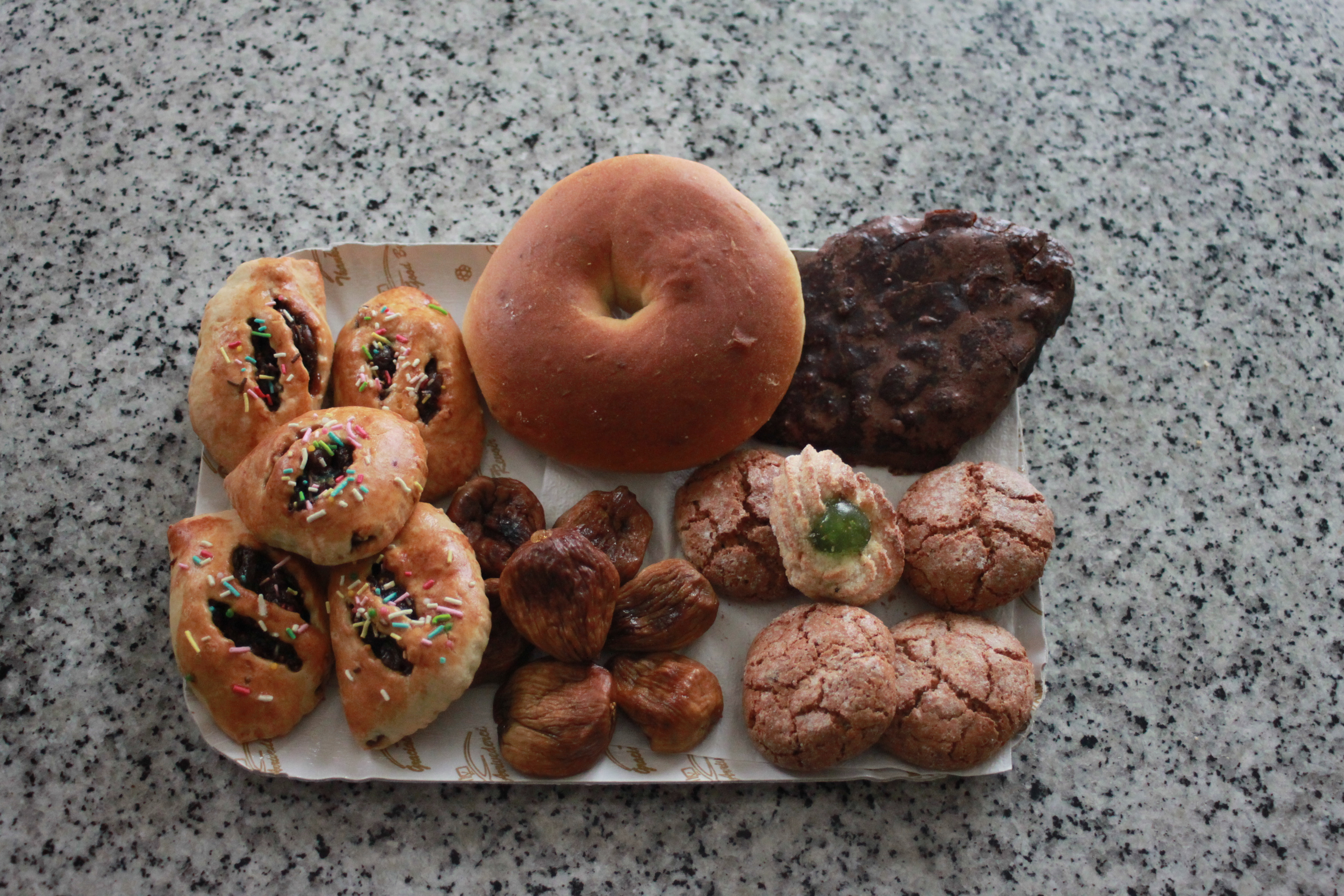
Dolci pazzanesi e della Vallata dello Stilaro

La gastronomia pazzanese è caratteristica della regione Calabria, tipica di una vita contadina. L'antipasto è a base di salami piccanti, soppressata, formaggio pecorino, ricotta di capra, olive snocciolate e in salamoia.
Il primo piatto è la cosiddetta Pasta e casa, scilatelle ai ferri (steli essiccati di ampelodesmo), fatte in casa e accompagnate da ragù con carne di capra, la parmigiana, la pasta e lambà (pasta con lumache) ma anche un piatto invernale come la trippa e patate.
Per secondi e contorni: Malangiani chjni (melanzane ripiene), melanzane fritte, braciole di melanzane, i pipi chini (peperoni ripieni), frittelle di fiori di zucca, scrajola cu posa (catalogna con fagioli), carne di cinghiale locale o maiale arrosto ("liciertu"), frittuli, frascatuli (una sorta di polenta a base di farina di granoturco) e da cui si ricavava la "ruschja" e fave spastidati. Una volta si cucinavano anche i ghiri, ora non più poiché è illegale la caccia e il roditore è dal 2006 nella lista Rossa tra gli animali in maggior pericolo di estinzione nel territorio italiano.
Per il pesce si cucinava spesso il baccalà e lo stocco facile da conservare, ma anche aringhe, boghe (in dialetto: vuopi), le alici e il biancomangiare oggi proibito. Accompagnano i secondi il pane fatto in casa con farina di grano duro e la pitta.
Tra la frutta più consumata prodotta localmente: fichi, arance, pere, cachi, uva, prugne, ciliegie, pesche, albicocche, fichi d'India, nocciola, mandorle e noci.
I dolci sono composti da paste secche come gli amaretti, i mastazzolu, le pignolate, la pitta di San Martino, la cicerata, i viscotta cu lavatu (biscotti con lievito madre), i biscotti all'uovo e per finire fichi secchi ripieni di noci.
La produzione di miele locale permette anche il consumo di miele di castagno, millefiori, arancio e sulla.
Piatti tipici delle giornate di festa sono la cuzzupa pasquale, i zippuli, la cicerata, i chjinuli e i laci a Natale, e baccalà e stocco alla vigilia, pasta e ceci a San Giuseppe, patrono della città. Per quanto riguarda da bere c'è il vino locale e l'acqua delle vicine fonti della Vrisi e Mangiatorella. La colazione una volta era a base di latte di capra e biscotti o uovo sbattuto con zucchero mentre la merenda prevedeva pane e olio d'oliva.

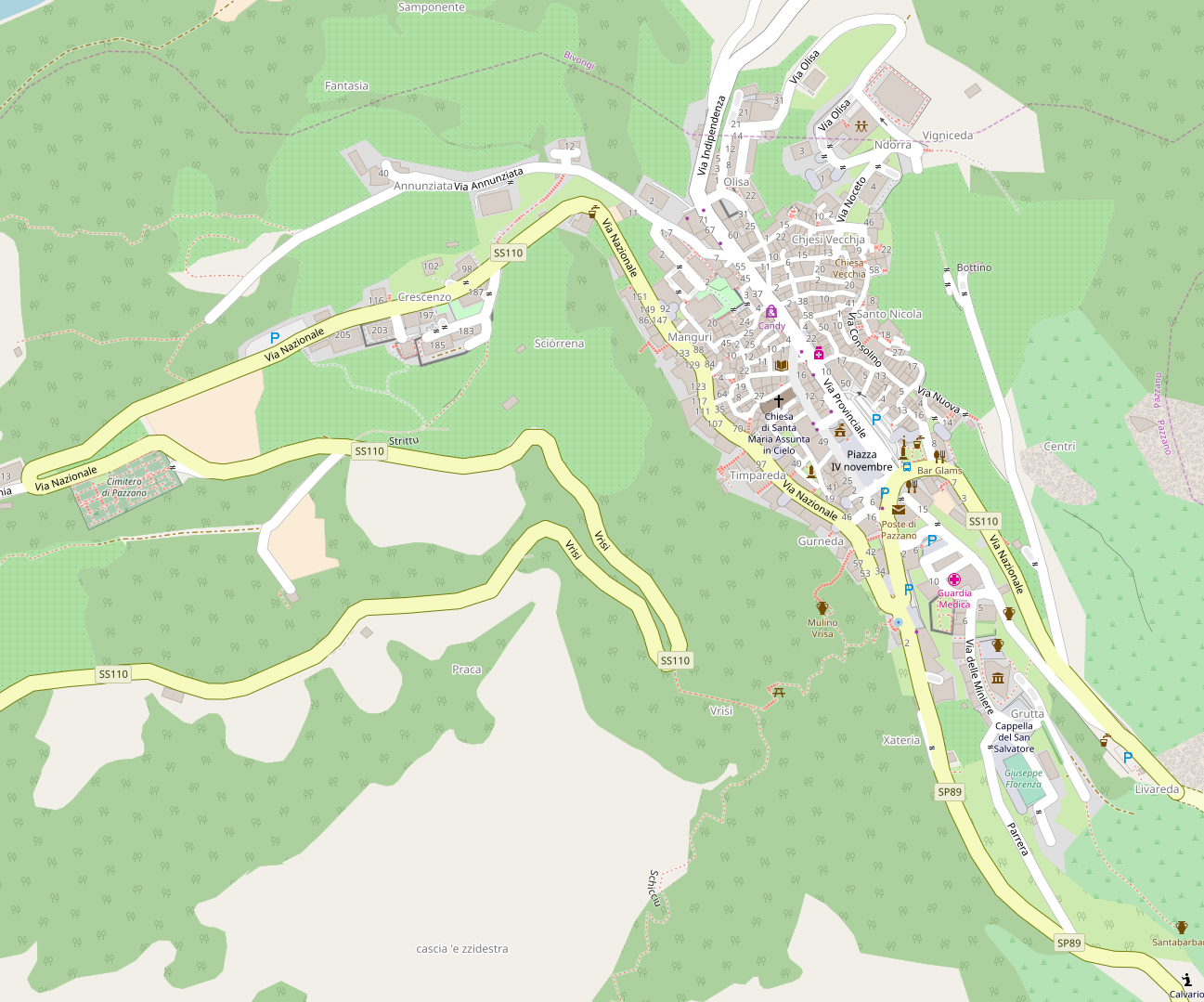
Mappa Open Street Map del centro abitato (dicembre 2017)

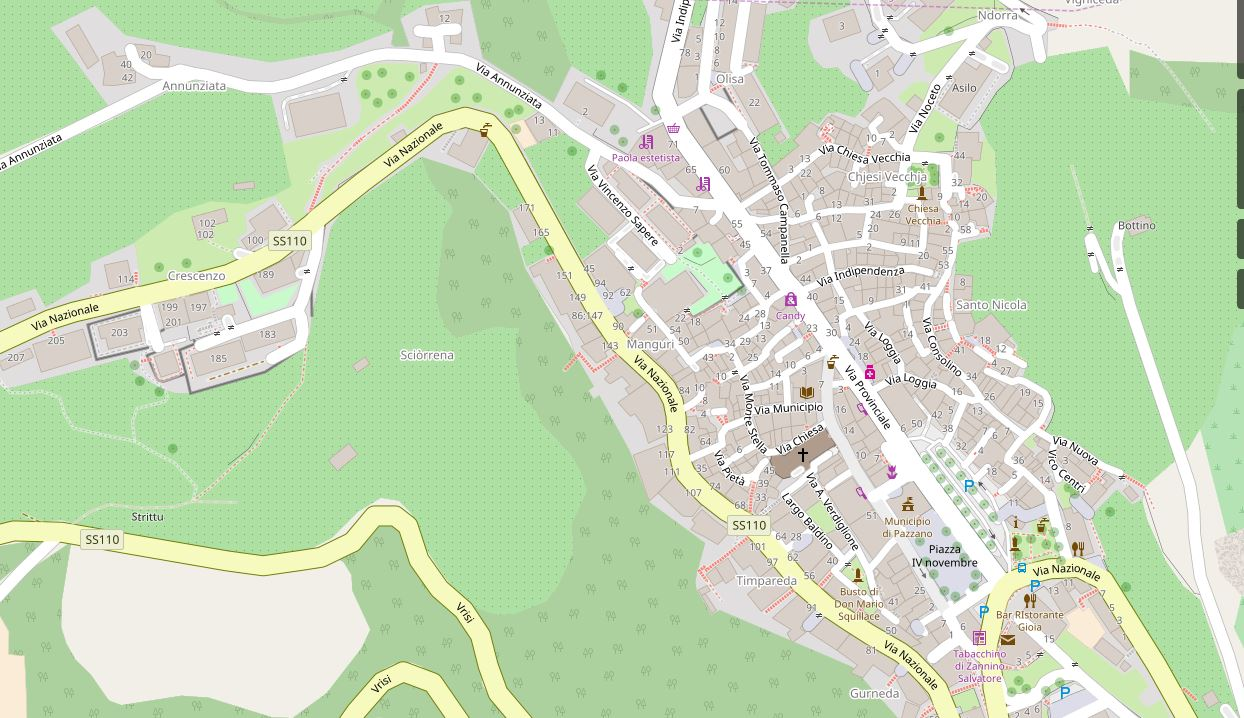
Mappa di dettaglio Open Street Map del Centro Abitato OSM (dicembre 2017)

## Geografia antropica

### Contrade urbane di Pazzano
Di seguito le contrade urbane di Pazzano come sono chiamate in italiano, in dialetto e una possibile origine etimologica.
| Italiano       | Dialetto pazzanese | Etimologia | Foto                            |
| -------------- | ------------------ | --- | ------------------------------- |
| Annunziata     | Annunziata         | Dal verbo latino nuntio: annunciare | Annunziata Pazzano Contrada     |
| Baldino        | Boddinu            | | Boddinu Pazzano Contrada        |
| Centri         | Centri             | dal greco: χεντρίον pungiglione o sempre dal greco χεντρί che significa "aculeo" | Centri Pazzano Contrada         |
| Chiesa vecchia | Chjesi Vecchja     | Equivalente italiano di Chiesa vecchia |                                 |
| Crescenzo      | Criscienzu         | Nome di una fonte, Confronta Cognome Crescenzi |                                 |
| ---            | Gurneda            | Piccola pozza | Gurneda Pazzano Contrada        |
| Fiateria       | Fhjateria          | | Fiateria                        |
| ---            | Livareda           | Composto da Livara e -eda, dal latino ulivo, -eda suffisso diminutivo dialettale | Livareda Pazzano                |
| Manguri        | Manguri            | Etimologia sconosciuta | Manguri Pazzano                 |
| ---            | Mulineda           | Da: Mulino e da -eda suffisso diminutivo dialettale, zona di piccoli mulini | Mulineda Pazzano                |
| ---            | Ndorra             | Etimologia sconosciuta | Ndorra Pazzano Contrada         |
| Noceto         | Nucitu             | In dialetto "noceto", piantagione di noci dal latino: "nucetum" con lo stesso significato | Nocitu Pazzano                  |
| Olisa          | Uolisa             | L'area viene citata come "Pietra de la Olissa", come area facente parte della Grangia Apostolorum della Certosa di Santo Stefano. In dialetto significa "terreno di argilla bianca non produttiva" e deriverebbe dal greco ὸλὸλιδος "tutto di pietre!Una seconda possibile etimologia è dal latino uliex, -icis la ginestra spinosa | Olisa Pazzano                   |
| San Nicola     | Santu Nicola       | Equivalente italiano di San Nicola |                                 |
| ---            | Sutt'a grutta      | Dialettale per "Sotto la grotta" | Sutta a grutta Pazzano Contrada |
| Timparella     | Timpareda          | Dall'osco Timpa: montagna e da -eda suffisso diminutivo dialettale | Timpareda Pazzano               |
| ---            | Vigniceda          | Dal latino: vigna e da -eda suffisso diminutivo dialettale | Vigniceda Pazzano               |
| Vrisi          | Vrisi              | Dal greco: fonte d'acqua, sorgente | Vrisi Pazzano                   |

### Contrade della campagna di Pazzano
Pazzano ha numerose contrade e frazioni di campagna nel suo territorio.
In origine i nomi erano dialettali, e sono stati, nel passato, tutti tradotti e adattati alla lingua italiana.
| Italiano                               | Dialetto pazzanese    | Posizione               | Etimologia | Panorama                                       |
| -------------------------------------- | --------------------- | ----------------------- | --- | ---------------------------------------------- |
| Acquesante                             | Acquasanti            | 38.48946°N 16.41546°E   | |                                                |
| Argostile                              | Argastili             | 38.47289°N 116.41936°E  | έργαστήριον ergasti'rion "officina" in greco |                                                |
|                                        | Bechera               | 38.45762°N 16.44843°E   | | Bechera                                        |
| ---                                    | Caurà o Cavurà        | 38.47077°N 16.41736°E   | Confrontare con Kauràs, toponimo di Rodi che in greco χαβονρς significa "luogo di granchi" | Caurà Pazzano Contrada                         |
| Contrada Rovatti                       | Ruvatti               | 38.4557°N 16.44698°E    | Cognome di Catanzaro | Ruvatti Pazzano Contrada                       |
| C.va di Calcare                        | Carcareda             | 38.46576°N 16.45348°E   | Composto di Carcara: fornace dove si cuoce la pietra calcare e -eda suffisso diminutivo dialettale |                                                |
| Cannavò                                | Cannavu               | 38.479°N 16.403°E       | Kanavόs cognome greco e siciliano | Cannavu Pazzano Contrada                       |
| Cas.o dei Saperi                       |                       |                         | |                                                |
|                                        | Chianu 'a Janta       | 38.464231°N 16.45376°E  | | Chjanu da Chjanca Pazzano Contrada             |
| Castiglione                            | Castigghjiuni         | 38.4692°N 16.431°E      | Sorta di uva | Castiglione Pazzano Contrada                   |
| Costa del Medico                       |                       | 38.469865°N 16.42112°E  | |                                                |
| Cordella                               | Cordeda               | 38.47119°N 16.41465°E   | | Cordeda Pazzano Contrada                       |
| Colture                                | Cuturi                | 38.4643°N 16.4637°E     | Cultura, fondo | Cuturi Pazzano Contrada                        |
|                                        | Cummarà               | 38.4527°N 16.4437°E     | | Strada con cummarà a destra                    |
| Droma                                  | Droma                 | 38.48983°N 16.4086°E    | Dròmos Δρομος "strada" in greco |                                                |
| ?                                      | Famampula             | 38.4602°N 16.4413°E     | Dal greco χαμάμπελοζ vigna bassa |                                                |
| Ficarera                               | Ficareda              | 38.46564°N 16.42953°E   | Piccolo albero di fico | Ficareda Pazzano Contrada                      |
| Fossa da Bruca                         |                       | 38.44236°N 16.4506°E    | Bruca, in dialetto "Tamerice", dal greco μνρἰχη | Fossa da Bruca                                 |
| F.so Brunia (torrente)                 |                       | 38.44497°N 16.44665°E   | |                                                |
| Font.na Pizzicarella                   | Pizzicareda           | 38.48807°N 16.40744°E   | |                                                |
| Garciale                               | Harciali              | 38.467°N 16.4552°E      | Arkiàle in greco, probabilmente terra di ampelodesmo | Farciali Pazzano Contrada                      |
|                                        | Humusu                |                         | Gerhard Rohlfs registra il nome nel paese di San Lorenzo (RC) col significato di magnifico, bello senza indicarne un etimo |                                                |
|                                        | Sorgente Janidangiulu |                         | Probabilmente Janni D'Angelo |                                                |
|                                        | Juderìu               | 38.47045°N 16.45647°E   | Potrebbe derivare dallo spagnolo judarìa equivalente italiano di Giudecca | Juderiu Pazzano                                |
| Lonia                                  | Luonia                | 38.473415°N 16.440675°E | Etimologia sconosciuta, presente come contrada anche a Gioiosa Jonica |                                                |
| Lucarello                              | Lucariedu             | 38.47134°N 16.43966°E   | | Lucariedu Pazzano Contrada                     |
| ?                                      | Malieni               | 38.4591°N 16.4496°E     | | Malieni                                        |
| Mandarano                              | Mandaranu             | 38.468648°N 16.454495°E | Jacobus Mandarano oppure al binomio composto di "manda" e di "rano"; "manda" potrebbe essere la sincope di "mand(r)a" (mandria, ovile, recinto), e la seconda "rano" potrebbe essere anche la sincope di "ra(m)no" (pruno, arbusto, spinoso, ramno). Se questa ipotesi risultasse vera con la voce Mandarano si indicherebbe "un recinto, una stalla recintata da arbusti spinosi". Infatti, questa località dai tempi remoti fu sede di una stalla. | Mandaranu Pazzano Contrada                     |
| Manile                                 | Manili                | 38.47016°N 16.45851°E   | | Manili (Pazzano)                               |
|                                        | Sorgente Margadisu    | 38.47692°N 16.44502°E   | |                                                |
| M. Campanaro                           | Campanaru             | 38.465°N 16.4201°E      | Campanile | Campanaru Pazzano                              |
| Martucci                               |                       | 38.475752°N 16.407305°E | Cognome in Sicilia, confronta toponimo in provincia di Bari e Brindisi | Martucci Pazzano                               |
| Melicchicchi                           | Malijicchi            | 38.464792°N 16.437349°E | Bagolari | Melichjicchji Pazzano Contrada                 |
| Min. di Ferro                          |                       |                         | |                                                |
| ---                                    | Mortida               | 38.46129°N 16.45002°E   | Mirto Myrtos Μυρτος in greco |                                                |
| Piani Baracche                         | Chianu de Bbarracchi  | 38.4814°N 16.4174°E     | |                                                |
| Piani della Ziia                       | Chjani da Ziia        | 38.47672°N 16.39734°E   | ζυγια zighià acero in greco | Piani della Ziia Pazzano                       |
| Perno                                  |                       | 38.470022°N 16.409816°E | |                                                |
| Praca                                  | Praca                 | 38.474031°N 16.448908°E | πλάχα plàcha pietra piatta in greco | Praca Pazzano Contrada                         |
| Samponente                             | Samponienti           | 38.47879°N 16.44858°E   | Parola composta da "San": santo e da "ponienti": al posto di "dormienti" che deriva dal latino dormio -ire: dormire. Nella località vi era difatti la chiesa dedicata ai San Dormienti di Efeso, distrutta per creare la strada automobilistica che collega Bivongi a Pazzano |                                                |
| Sciorrena                              |                       | 38.476377°N 16.449759°E | |                                                |
|                                        | Sciuppatu             | 38.45274°N 16.44518°E   | | Strada con sciuppatu a sinistra                |
| S. M.a della Stella                    | Stida                 | 38.4685°N 16.4471°E     | Dialettale per stella |                                                |
| S.S. di Montecucco e di Monte Pecoraro |                       |                         | |                                                |
| Sorgente Calcarella                    | Carcareda             | 38.465783°N 16.453617°E | Composto di Carcara: fornace dove si cuoce la pietra calcare e -eda suffisso diminutivo dialettale |                                                |
| ---                                    | Sparacarusu           |                         | Etimologia sconosciuta |                                                |
| ---                                    | Suderìa               | 38.4543°N 16.4435°E     | Etimologia sconosciuta | località Sudarìa                               |
| Torrente Melodari                      | Mardari               | 38.47414°N 16.43627°E   | | Mardari Pazzano Contrada e fiumara Estate 2017 |
| Tizzana                                | Tizzana               | 38.4484°N 16.4528°E     | Villa di Tittius |                                                |
| ---                                    | Tramuntana            | 38.47986°N 16.45889°E   | Dialettale per Tramontana |                                                |
| Tropiano                               |                       | 38.4619°N 16.44797°E    | |                                                |
| V.le Mancusella di Droma               | Mancuseda e Droma     | 38.4938°N 16.4064°E     | Mancusella derivato di mancusa: "zona in ombra" o "esposta al nord"; Droma dal greco "dromos": Strada |                                                |
| V.ne Ceravolo                          | Ceravulu              | 38.4759°N 16.4151°E     | Dal greco "keràstees": serpente cornuto, aspide, a sua volta derivato da "keras": corno; animale cornuto |                                                |
| Volo                                   | Volu                  | 38.46089°N 16.44521°E   | Cognome |                                                |
| Zopà                                   | Zopà                  | 38.46123°N 16.45781°E   | Confronta Zopàs, cognome in Grecia | Zopà Pazzano Contrada di Campagna              |

## Economia

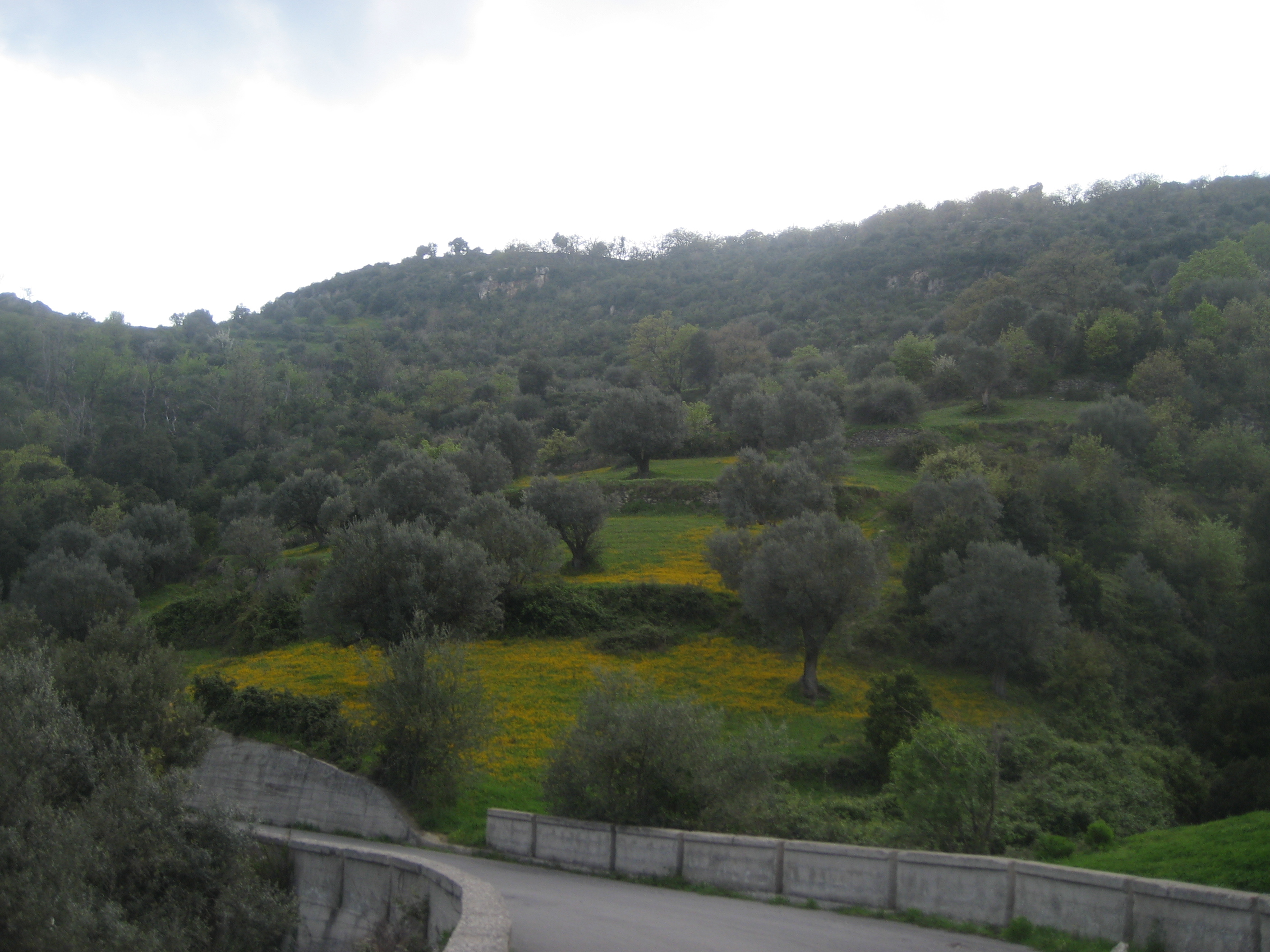
Uliveti

### Agricoltura
L'economia ora è prevalentemente di sussistenza e legata alle misere pensioni di bracciantato agricolo; un tempo invece era sostenuta dall'agricoltura con coltivazioni intensive del territorio circostante di uliveti, vigneti, fave, ceci, piselli e grano. Si produce l'olio extra vergine di oliva della Locride.

### Industria
Pazzano nel corso della sua storia ha avuto un'industria improntata soprattutto sull'estrazione del ferro dalle cave minerarie (più di 20) collegata con il centro di Mongiana. Dal 1957 (anno della nascita) fino al 1975 Pazzano è stata la sede dell'impresa Sabatino Salvatore & figli specializzata negli autotrasporti e in materiale da costruzione. Successivamente si è trasferita nel comune di Stilo. Attualmente non sono presenti imprese di rilievo.

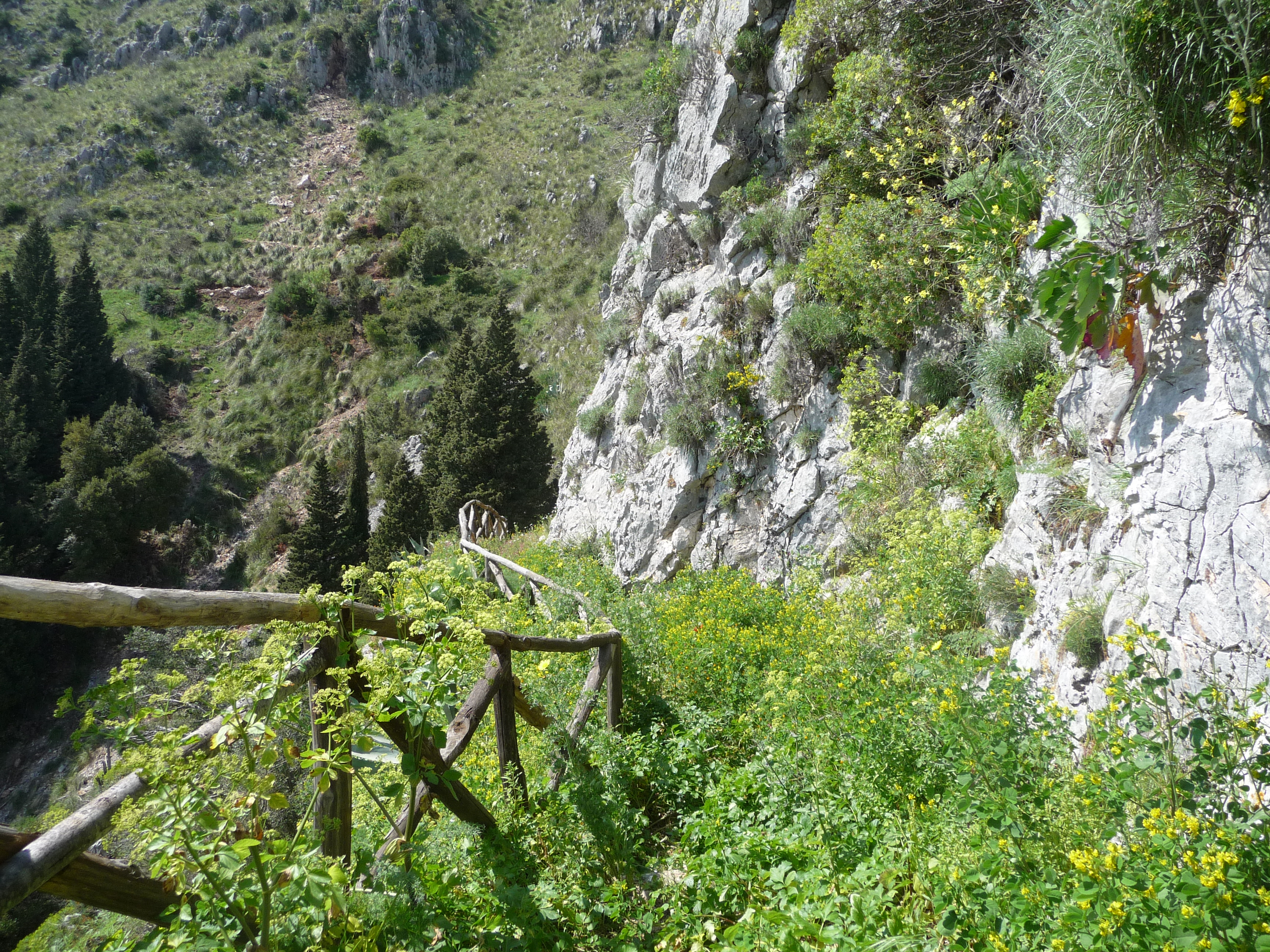
Sentiero Basiliano

### Turismo

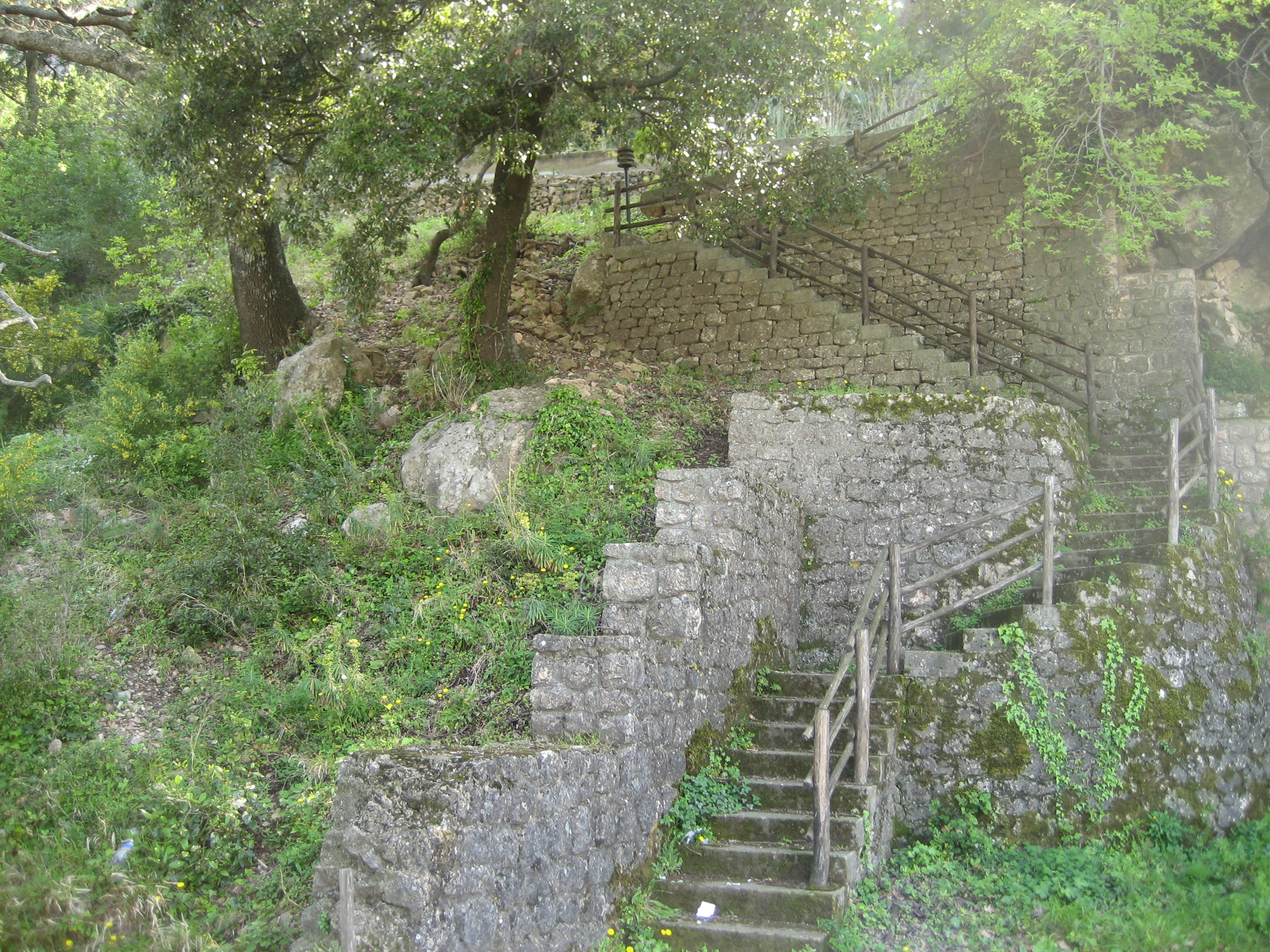
Salita a piedi per Monte Stella da Pazzano (U schicciu)

L'area turistica principale è rappresentata dalla zona circostante il santuario di Montestella; il paese è interessato da flussi turistici prevalentemente religiosi. Dal 2022 è attivo d'estate il museo della cultura mineraria con mostre d'arte.

## Infrastrutture e trasporti

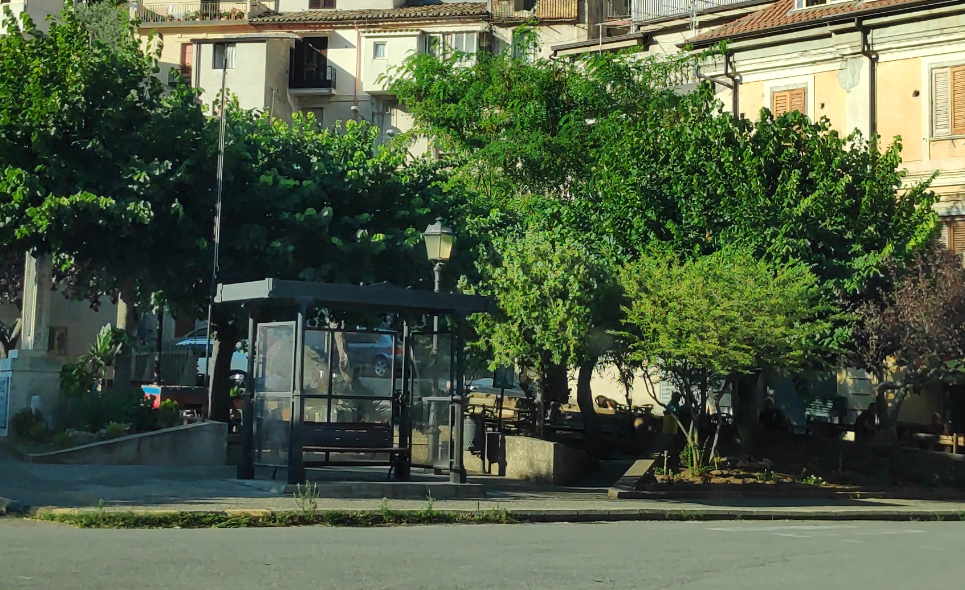
Fermata degli autobus

Pazzano è situato sulla ex Strada statale 110 di Monte Cucco e di Monte Pecoraro (ora Strada Provinciale 9) la quale a sua volta si può raggiungere dalla costa jonica con la Strada statale 106 Jonica. È collegata al comune di Bivongi con la Strada Provinciale 95 mentre col comune di Stilo con la Strada Provinciale 9 e con Camini dalla Strada Provinciale 98.
Il paese è collegato a Reggio Calabria tramite servizi bus e la linea Reggio Calabria - Catanzaro.

## Sport
Ha sede nel comune la società di calcio US Bivongi Pazzano, nata nel 1968, che disputa campionati dilettantistici. Il suo campo da calcio si trova nel comune di Bivongi. Dall'anno 2022-23 parteciperà alla categoria Promozione.